# Intronisation de Willem-Alexander
L'investiture du roi Willem-Alexander des Pays-Bas (en néerlandais, inhuldiging van koning Willem-Alexander der Nederlanden), le 30 avril 2013, débute officiellement après l'abdication de sa mère la reine Beatrix, vers 10 heures et 10 minutes du matin, puis s'achève dans la nuit par des festivités dans tout le royaume.
La journée est rythmée par différentes manifestations et cérémonies, avec pour point d'orgue l'intronisation du nouveau souverain dans l'après-midi, en la Nouvelle église d'Amsterdam, devant les États généraux.

## Contexte
À la suite du règne de sa mère Juliana, Beatrix devient la troisième reine des Pays-Bas en 1980. Le 28 janvier 2013, la reine Beatrix annonce abdiquer le 30 avril suivant en faveur de son fils, le prince d'Orange, dans un discours télévisé et radiodiffusé. Le prince héritier Willem-Alexander avait indiqué dans un entretien accordé le 17 avril qu'il avait déjà été question de la renonciation de Beatrix, un an avant qu'elle ne l'annonce officiellement.

## Abdication de la reine Beatrix

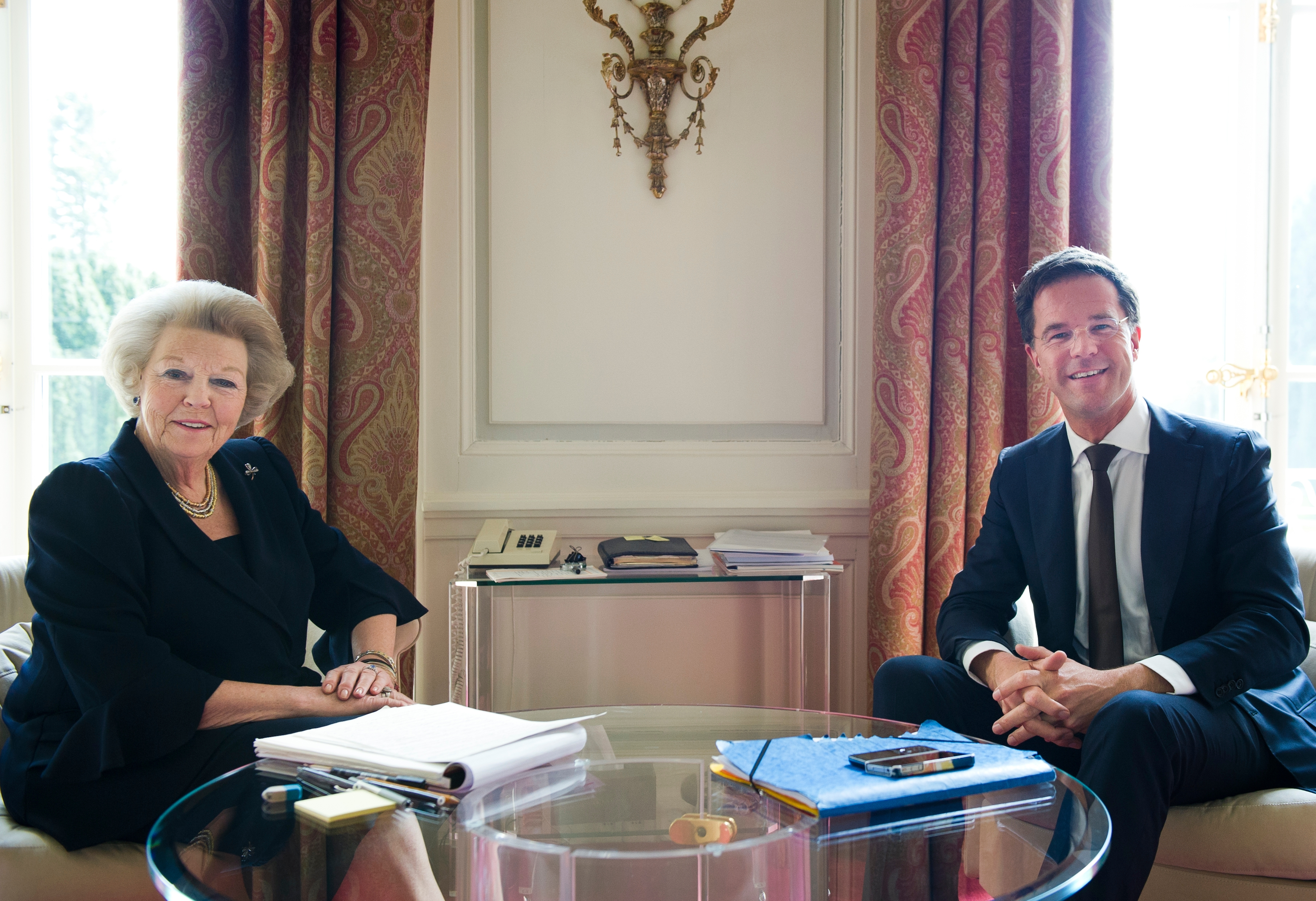
Dernière réunion entre la reine et le Premier ministre avant le changement de monarque.

La précédente intronisation, qui se déroule aussi à Amsterdam, capitale des Pays-Bas, datait du 30 avril 1980, soit trente-trois années jour pour jour avant celle de Willem-Alexander.

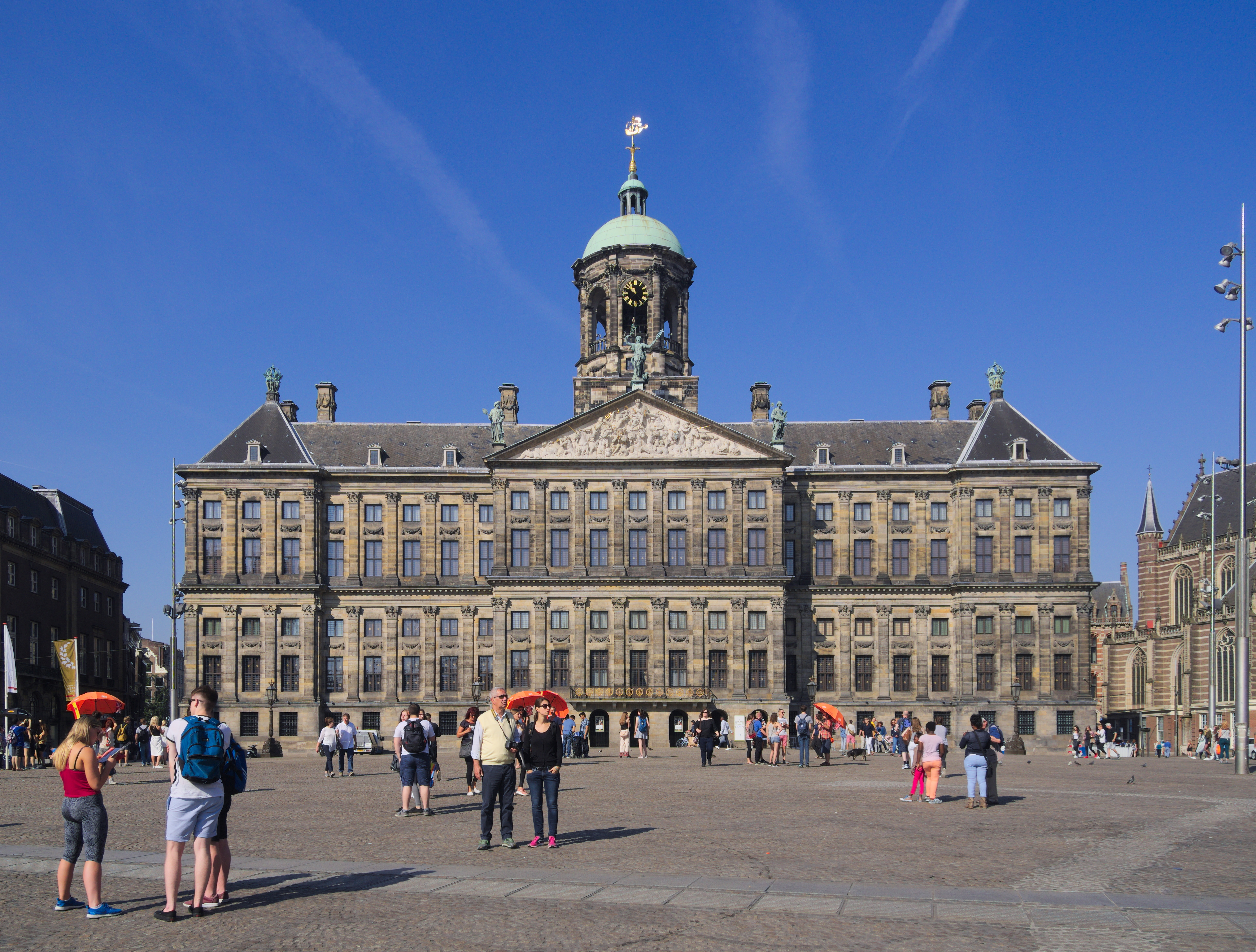
Le palais royal d'Amsterdam, où l'abdication est signée.

À 10 heures et 7 minutes, la reine Beatrix signe son acte d'abdication en faveur de son fils dans la salle Moïse du palais royal d'Amsterdam. Avant que l'acte ne soit signé par tous les membres présents autour de la table, il est lu par le directeur du cabinet de la reine. La signature de cet acte implique l'abandon de la part de Beatrix du titre royal en faveur de Willem-Alexander et permet à l'ancienne reine d'être de nouveau considérée comme « princesse » au sein de la famille royale, avec le prédicat d'altesse royale. Ainsi, Beatrix retrouve la titulature qu'elle a lors de son accession au trône en 1980, c'est-à-dire « S.A.R. la princesse Beatrix des Pays-Bas, princesse d'Orange-Nassau, princesse de Lippe-Biesterfeld », reprenant aussi ses anciennes armoiries de princesse. D'après la loi sur la famille royale du 30 mai 2002, la princesse Máxima, en tant qu'épouse du roi, devient reine consort, avec le prédicat de majesté, tout en conservant les titres de princesse des Pays-Bas et princesse d'Orange-Nassau. Immédiatement après la signature de l'acte par Beatrix, Willem-Alexander devient roi des Pays-Bas. Il signe à son tour l'acte en tant que témoin avec son épouse Máxima. S'ensuivent les paraphes de 31 autres personnes, qui sont :
- les présidents des deux chambres des États généraux du royaume ;
- les ministres du royaume ;
- le vice-président du Conseil d'État du royaume ;
- des délégations arubaises, curaciennes et saint-martinoises ;
- le commissaire du Roi pour la province de Hollande-Septentrionale ;
- le bourgmestre d'Amsterdam ;
- le directeur du cabinet du roi.

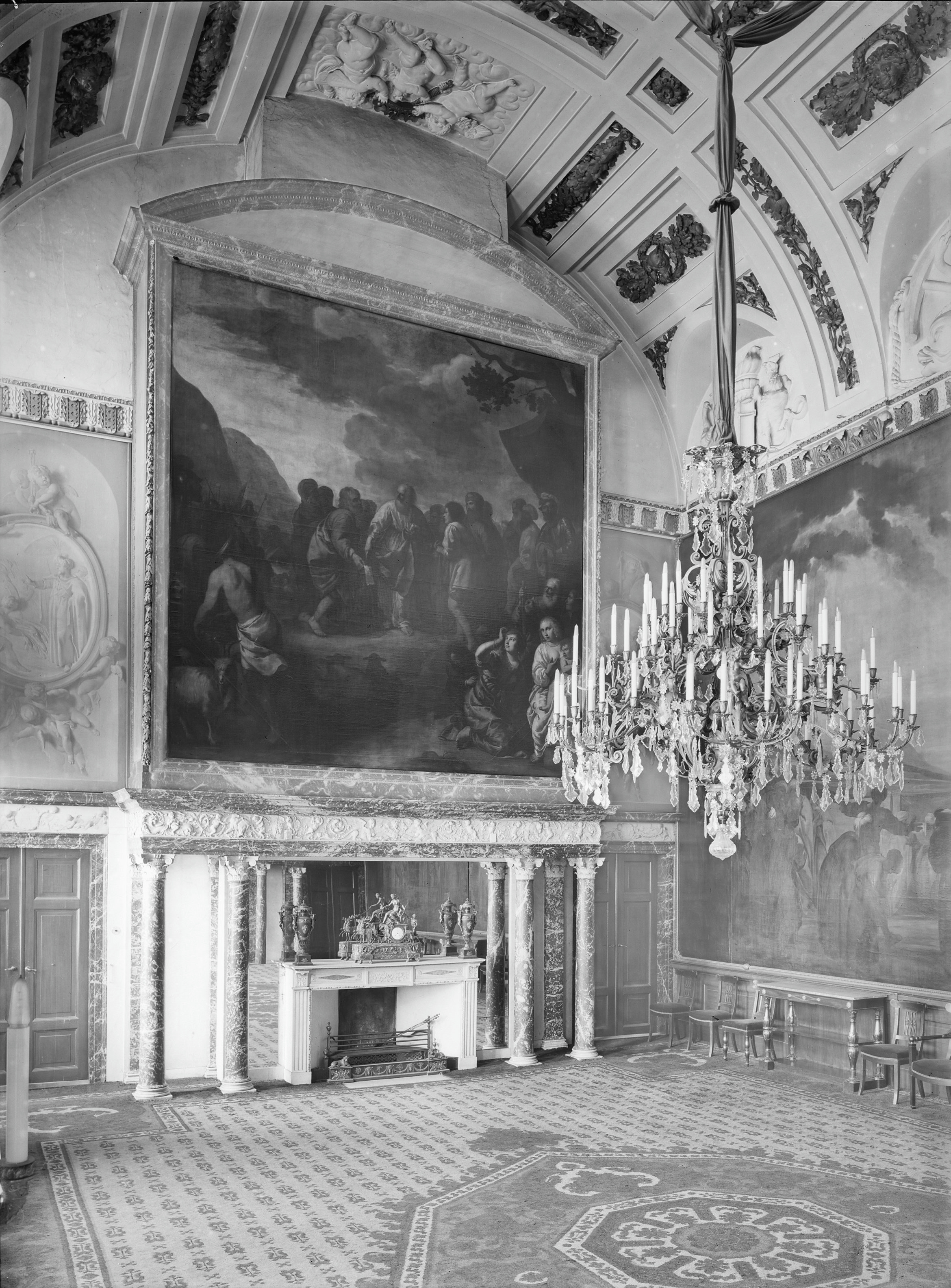
La salle Moïse (en néerlandais, Moseszaal), où l'acte d’abdication est signé, ici photographiée en octobre 1924. Une restauration a lieu depuis.

L'acte est ensuite authentifié par le sceau royal. Lors de la signature solennelle de l’acte d'abdication de Beatrix, d’autres membres de la famille royale néerlandaise étaient présents, mais ne ratifient pas le document :
- la princesse Catharina-Amalia (qui devient après l’abdication princesse d’Orange) ;
- la princesse Alexia ;
- la princesse Ariane ;
- le prince Constantijn ;
- la princesse Laurentien ;
- la princesse Mabel ;
- la princesse Margriet ;
- Pieter van Vollenhoven ;
- la princesse Irene ;
- la princesse Christina.

Le chef d'État-Major des Forces armées néerlandaises, Tom Middendorp, est également présent lors de l'intronisation de Willem-Alexander à titre symbolique.

## De l'abdication à  l'intronisation

Changements apportés à l'étendard royal des Pays-Bas en 2013.

Juste après l'abdication de Beatrix, le nouvel étendard royal des Pays-Bas, celui du roi Willem-Alexander, est hissé en haut du palais royal d'Amsterdam. La princesse Beatrix et le couple royal sont allés ensuite au balcon du palais, tandis le nouveau roi Willem-Alexander se voit présenté par sa mère à la foule de la place du Dam. Le roi, qui apparaît pour la première fois avec la croix de l'ordre militaire de Guillaume sur sa boutonnière en tant que grand maître, donne également un bref discours, dans lequel il remercie l'ancienne souveraine.

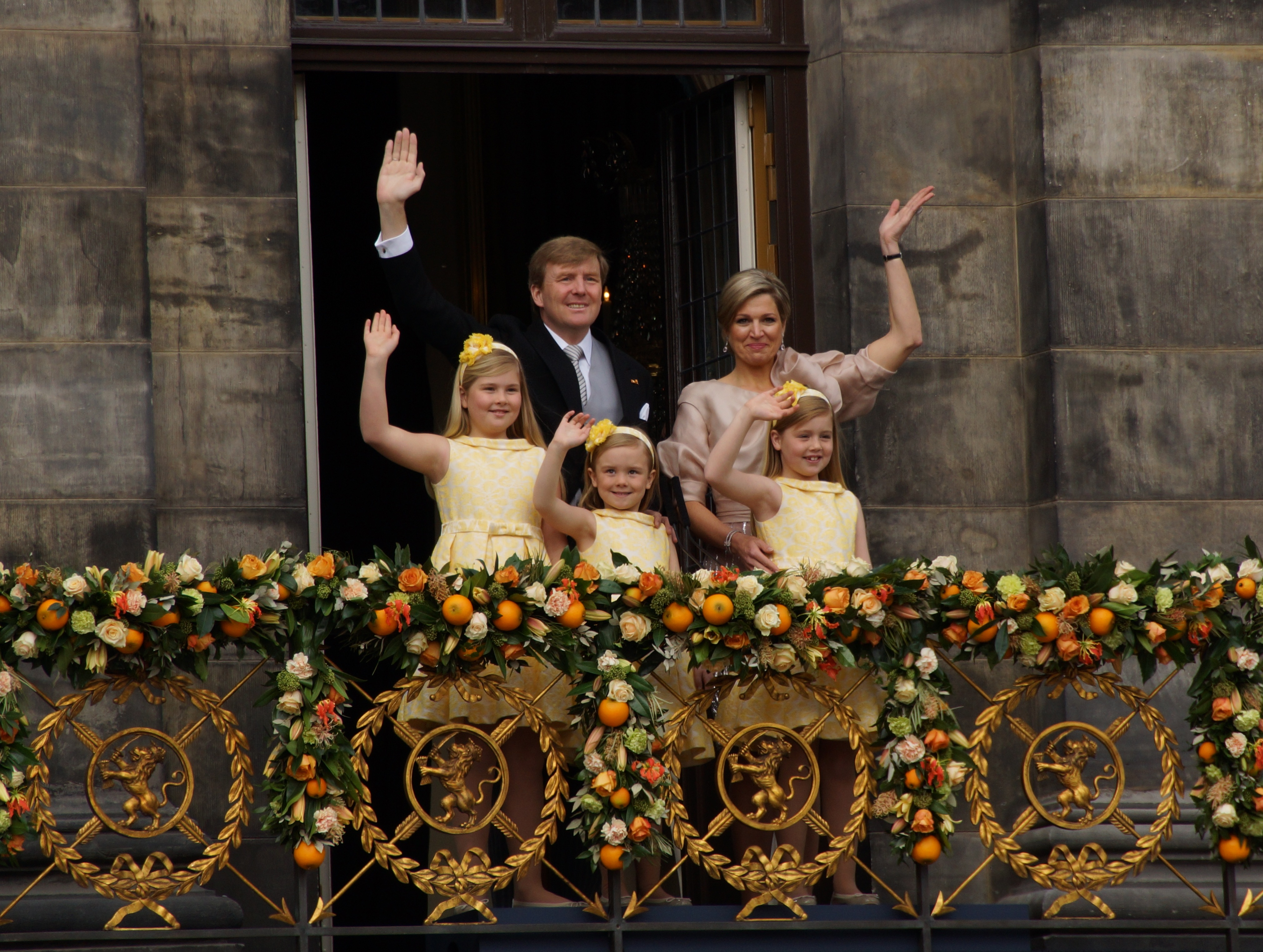
La reine Máxima, le roi Willem-Alexander, la princesse d'Orange, la princesse Alexia et la princesse Ariane au balcon du palais royal.

Une fois l'hymne national entonné — Wilhelmus van Nassouwe — la princesse Beatrix laisse sa place sur le balcon aux filles du couple royal : Amalia, princesse d'Orange, Alexia et Ariane. La nouvelle famille royale est chaleureusement accueillie par une foule atteinte de la « fièvre orange » (en néerlandais, Oranjegekte), au point qu’un fumigène de couleur orange est jetée parmi la foule après la scène du balcon.

### Cérémonie d'intronisation
Lors de l'intronisation en la Nouvelle église d'Amsterdam, le roi porte en dessous de son costume le grand ruban de l'ordre de Guillaume (orange et bleu). Par-dessus, il est surmonté d'un manteau et d'une hermine, version actualisée du manteau que Beatrix porte en 1980 pour sa propre intronisation,.

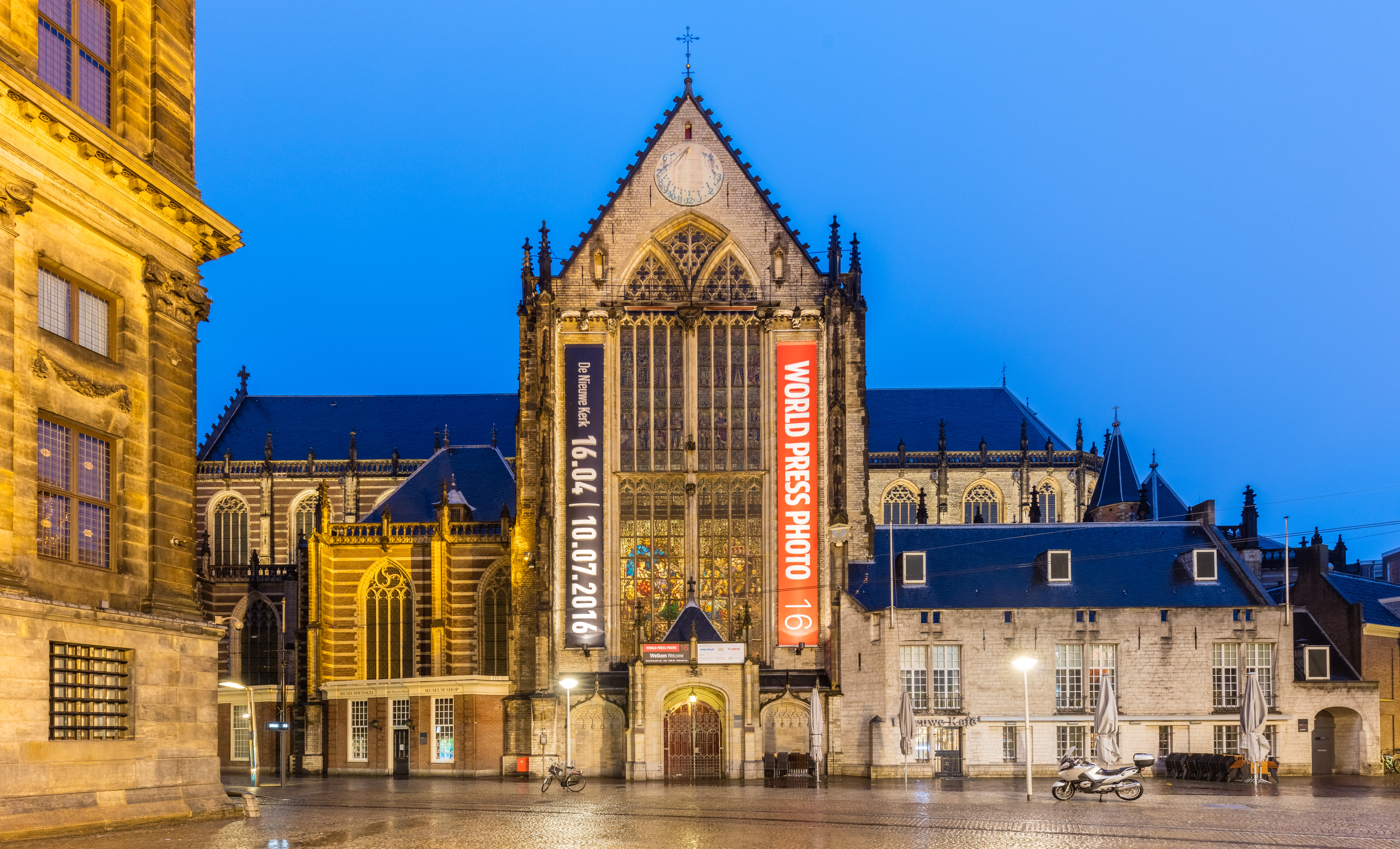
La Nieuwe Kerk (en français, « Nouvelle église »).

Lors du cheminement vers la Nouvelle église d'Amsterdam, vers 14 heures (heure locale), le roi est accompagné d'un héraut et roi d'armes, qui ne portent pas de tabar mais seulement un bâton. Les couvertures blanche du Statut du royaume et de la Constitution néerlandaise sont ornées de lettres dorées en l'honneur du nouveau monarque. Les documents avaient été posés sur une crédence de l'église avant le début de la cérémonie et des officiers les retirent une fois le serment fait. Aussi, les insignes et symboles de la dignité royale sont déposés sur cette même table : la Couronne, symbole de la souveraineté ; le sceptre, symbole de l'autorité ; ainsi que l'orbe, symbole du territoire.

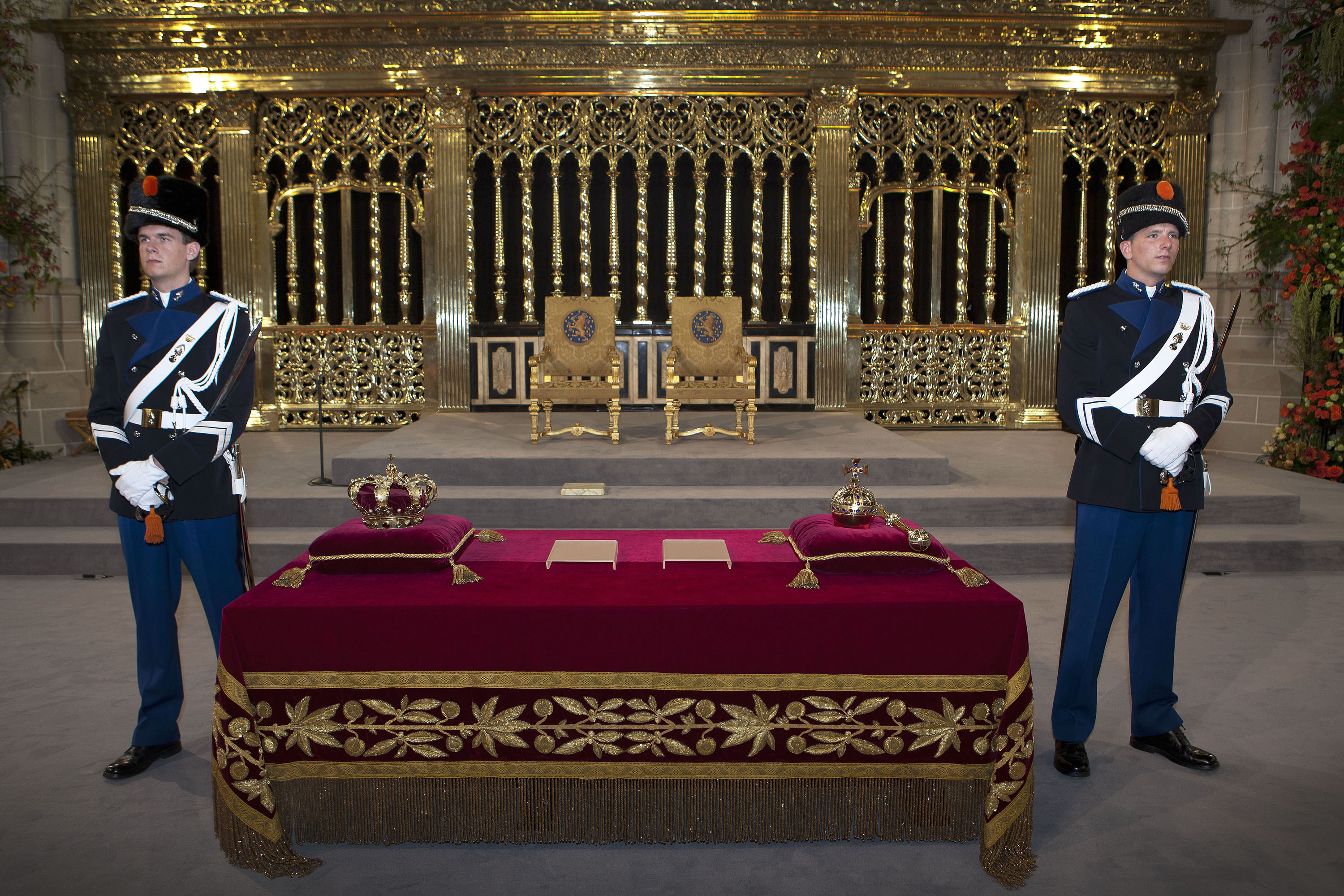
La couronne, le sceptre et l'orbe (regalia des Pays-Bas), sur la crédence, en 2013.

Deux autres insignes, l'épée de l'État, marque de puissance, et le Rijksstandaard (étendard des armoiries du royaume datant du XIXe siècle), sont portés pendant la cérémonie respectivement par le général Tom Middendorp, chef de la défense, et Ton van Ede, inspecteur-général des Forces armées ; les deux insignes étant de chaque côté du roi pendant la prestation de serment.
La pierre angulaire de la cérémonie d'intronisation est la prise de serment devant les deux chambres (en session conjointe) des États généraux du royaume (la Première Chambre et la seconde Chambre). Le roi est confirmé dans ses fonctions en jurant fidélité à la Constitution et en promettant de remplir sa charge scrupuleusement. À l'inverse, tous les membres des États généraux, avec des délégués des États d'Aruba, de Curaçao et de Saint-Martin prêtent eux aussi serment pour « maintenir l'intégrité du roi et les droits du royaume ».
La fin du serment du roi est la suivante :

« Je jure aux peuples du royaume de respecter et de défendre le Statut du royaume et la Constitution.
Je jure de défendre et de conserver de tout mon pouvoir l'indépendance et l'intégrité territoriale du royaume, de protéger la liberté et les droits de tous les Néerlandais et de toutes les résidents sur notre sol, et de mettre en œuvre tous les moyens que les lois mettent à ma disposition pour maintenir et favoriser la prospérité, comme un roi bon et fidèle est tenu de le faire.
Que Dieu tout-puissant me soit en aide ! »

— Serment de Willem-Alexander, roi des Pays-Bas, le 30 avril 2013.

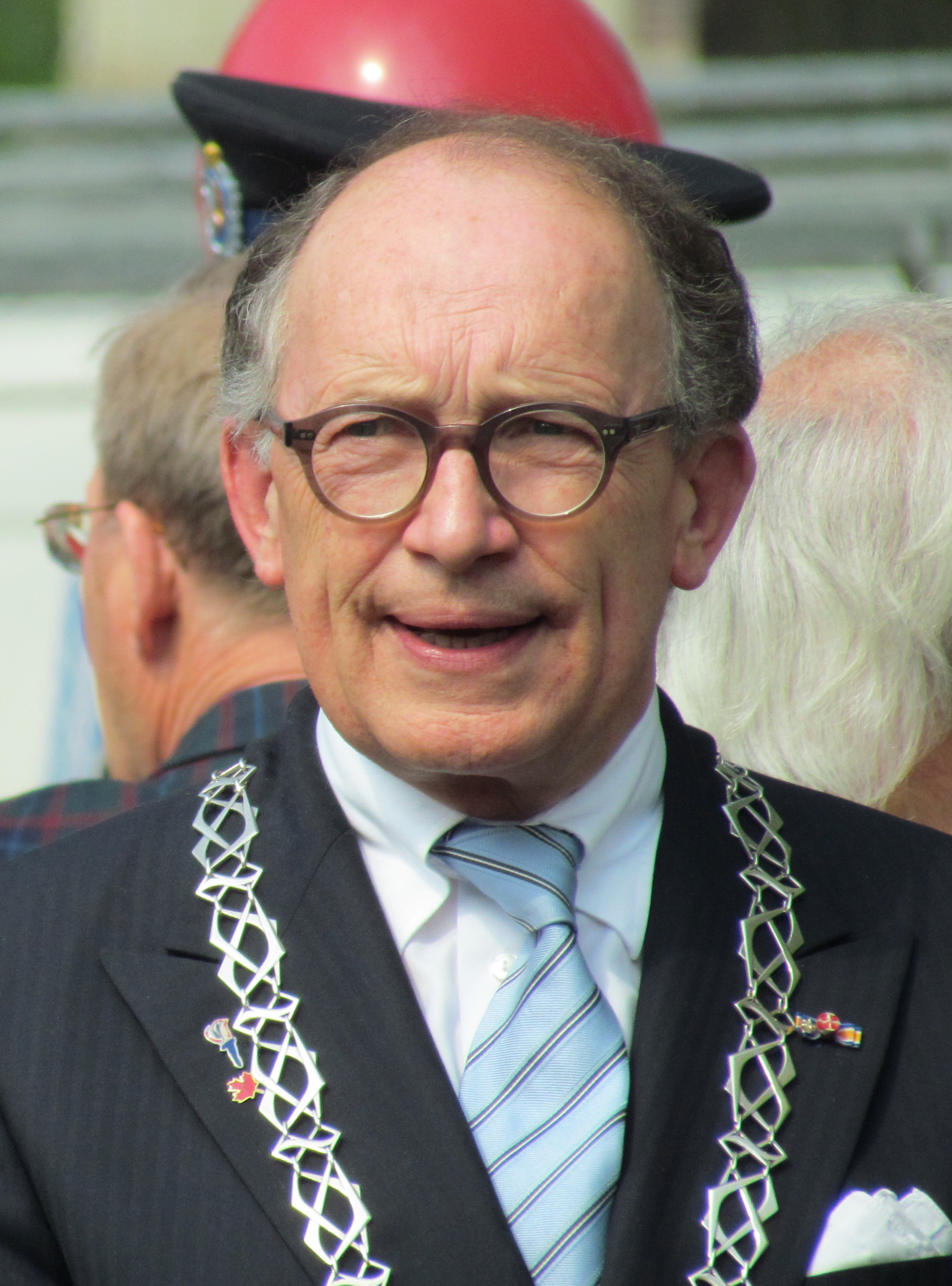
Fred de Graaf, président (VVD) de la Première Chambre (chambre haute du Parlement néerlandais), préside la cérémonie-séance des deux chambres des États généraux.

Constitutionnellement, le roi a le droit de ne pas prêter serment, mais il devait le cas échéant faire une « promesse ». Ainsi, en changeant le « Je jure » (Ik zweer) en « Je promets » (Ik beloof) et la phrase « Que Dieu tout-puissant me soit en aide ! » (Zo waarlijk helpe mij God almachtig!) en « Je le promets » (Dat beloof ik!), le serment serait devenu une promesse selon la loi royale du 27 février 1992.
Après le discours et la prestation de serment du nouveau roi, le président de la séance, Fred de Graaf, fait une déclaration solennelle (prévue par l'article 2 de la loi royale de février 1992) dans laquelle il prête serment de fidélité au souverain au nom des États généraux (Parlement néerlandais), ainsi qu'au nom des États d'Aruba, de Curaçao et de Saint-Martin (parlements des Antilles néerlandaises). Il aurait été possible que le président fasse au contraire, une promesse. Sitôt après, les membres des deux chambres sont appelés un à un et par ordre alphabétique pour prêter serment ou faire promesse chacun à leur tour. Seize d'entre eux refusent de faire l'un ou l'autre ; leur affiliation politique est celle du Parti travailliste (PvdA), de la Gauche verte (GL), du Parti pour les animaux (PvdD) et du Parti socialiste (SP).
Ensuite, le Nieuw Amsterdams Kinderkoor (chœur des enfants d’Amsterdam), accompagné du Matangi Quartet, interprète le refrain de la chanson Later als ik groot ben, composée pour l'occasion par Herman van Veen, sur l'air de Cent mille chansons de Paul Mauriat. En fin d'après-midi, après la cérémonie, une réception est organisée pour les membres du Parlement néerlandais et les invités au palais royal d'Amsterdam.

### Soirée

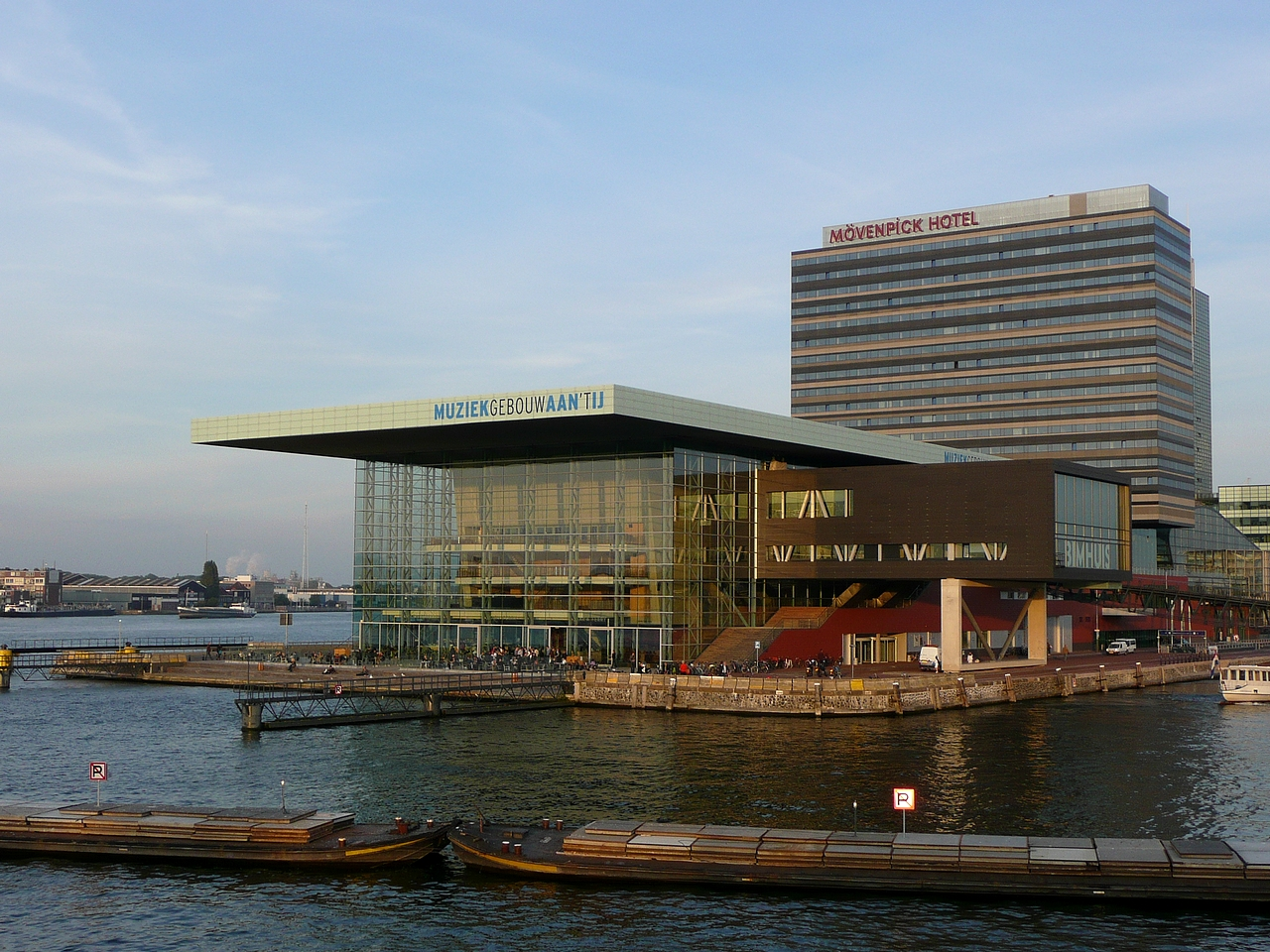
Le Muziekgebouw aan 't IJ, où le dîner prend place.

En début de soirée, le nouveau couple royal et leurs filles ont entrepris une parade nautique sur l'IJ, depuis le Nederlands Filmmuseum (rive nord du lac), où ils embarquent à bord d’un bateau spécialement affrété. Vers 19 heures et 30 minutes, la Koningslied (chanson du roi), enregistrée plus tôt au stade Ahoy de Rotterdam, est retransmise sur écran géant. Le bateau les amènent le long de l'Oeverpark, puis, en face, sur la Java-eiland. Le trajet se termine de l'autre côté du canal, au Muziekgebouw aan 't IJ, où le dîner se tient,.
Le navire royal est escorté pour la parade nautique par les huit rameurs médaillés d’or aux Jeux olympiques d'Atlanta de 1996, par le véliplanchiste Dorian van Rijsselberghe, médaillé aux Jeux olympiques de Londres, ainsi que d'anciens patineurs de compétition (Bart Veldkamp, Gianni Romme et Marianne Timmer). Le Nationale Ballet a interprété Trois Gnossiennes, sur une chorégraphie de Hans van Manen, quand l'orchestre royal du Concertgebouw et le DJ Armin van Buuren s'occupent de la partie musicale publique sur la Java-eiland. Le dîner est suivi d'une soirée spéciale pour les invités.

## Invités à l'investiture et à la soirée
Deux mille personnes sont invitées à la cérémonie de la Nouvelle église d'Amsterdam. Les membres de la famille royale sont autorisés à inviter 500 personnes. Les invités sont :
- les 225 membres des États généraux, accompagnés d'une personne chacun ;
- les délégations caribéennes du royaume ;
- les membres du gouvernement du Premier ministre Mark Rutte ;
- les ambassadeurs des 140 pays avec lesquels les Pays-Bas entretiennent des relations diplomatiques ;
- les membres du Conseil d'État ;
- le Nationale ombudsman ;
- les principaux responsables de la Cour des comptes.
- les commissaires du Roi ;
- le président et plusieurs vice-présidents de la Cour suprême ;
- les bourgmestres des grandes villes du royaume ;
- les représentants des organisations patronales et syndicales.

Les commissaires du Roi invitent 500 citoyens (avec un certificat de bonne conduite, VOG), qui représentent ainsi la société néerlandaise. Le RVD (service gouvernemental des informations) indique trois mois avant la cérémonie que les membres de la famille de la princesse Máxima ne seraient pas présents pour l'intronisation du nouveau roi. Leur absence est expliquée par la controverse sur la participation du père de la princesse, Jorge Zorreguieta, à la dictature du général Videla (en tant que sous-secrétaire d'État à l’Agriculture). Le prince Friso d’Orange-Nassau, toujours dans le coma depuis son accident de ski en février 2012, est lui absent pour l'intronisation.
La liste des invités est donnée par le site de la maison royale des Pays-Bas.

### Membres de la famille royale des Pays-Bas
Au cours de la cérémonie, le roi Willem-Alexander est accompagné de son épouse la reine Máxima. Ils ne sont pas compris dans la liste des invités.
| Nom                                                                      | Relation                                         |
| ------------------------------------------------------------------------ | ------------------------------------------------ |
| S.A.R. la princesse Beatrix des Pays-Bas                                 | Mère du roi                                      |
| S.A.R. la princesse d'Orange                                             | Fille aînée du roi                               |
| LL.AA.RR. la princesse Alexia et la princesse Ariane des Pays-Bas        | Filles cadettes du roi                           |
| LL.AA.RR. le Constantĳn et la princesse Laurentien des Pays-Bas          | Frère et belle-sœur du roi                       |
| S.A.R. la princesse Mabel d'Orange-Nassau                                | Belle-sœur du roi                                |
| S.A.R. la princesse Irène des Pays-Bas                                   | Tante du roi                                     |
| LL.AA.RR. le prince Charles et la princesse Annemarie de Bourbon-Parme   | Cousins du roi (fils et belle-fille d'Irène)     |
| S.A.R. la princesse Marguerite de Bourbon-Parme et Tjalling ten Cate     | Cousins du roi (fille et beau fils d’Irène)      |
| S.A.R. le prince Jacques de Bourbon-Parme                                | Cousin du roi (fils d’Irène)                     |
| S.A.R. la princesse Caroline de Bourbon-Parme et Albert Brenninkmeijer   | Cousins du roi (fille et beau-fils d’Irène)      |
| S.A.R. la princesse Margriet des Pays-Bas                                | Tante du roi                                     |
| LL.AA. le prince Maurits et la princesse Marie-Hélène d'Orange-Nassau    | Cousins du roi (fils et belle-fille de Margriet) |
| LL.AA. le prince Bernhard et la princesse Annette d'Orange-Nassau        | Cousins du roi (fils et belle-fille de Margriet) |
| LL.AA. le prince Pieter-Christiaan et la princesse Anita d'Orange-Nassau | Cousins du roi (fils et belle-fille de Margriet) |
| LL.AA. le prince Floris et la princesse Aimée d'Orange-Nassau            | Cousins du roi (fils et belle-fille de Margriet) |
| S.A.R. la princesse Christina des Pays-Bas                               | Tante du roi                                     |
| Bernardo Guillermo                                                       | Cousin du roi (fils de Christina)                |
| Nicolás Guillermo                                                        | Cousin du roi (fils de Christina)                |
| Juliana Guillermo                                                        | Cousine du roi (fille de Christina)              |

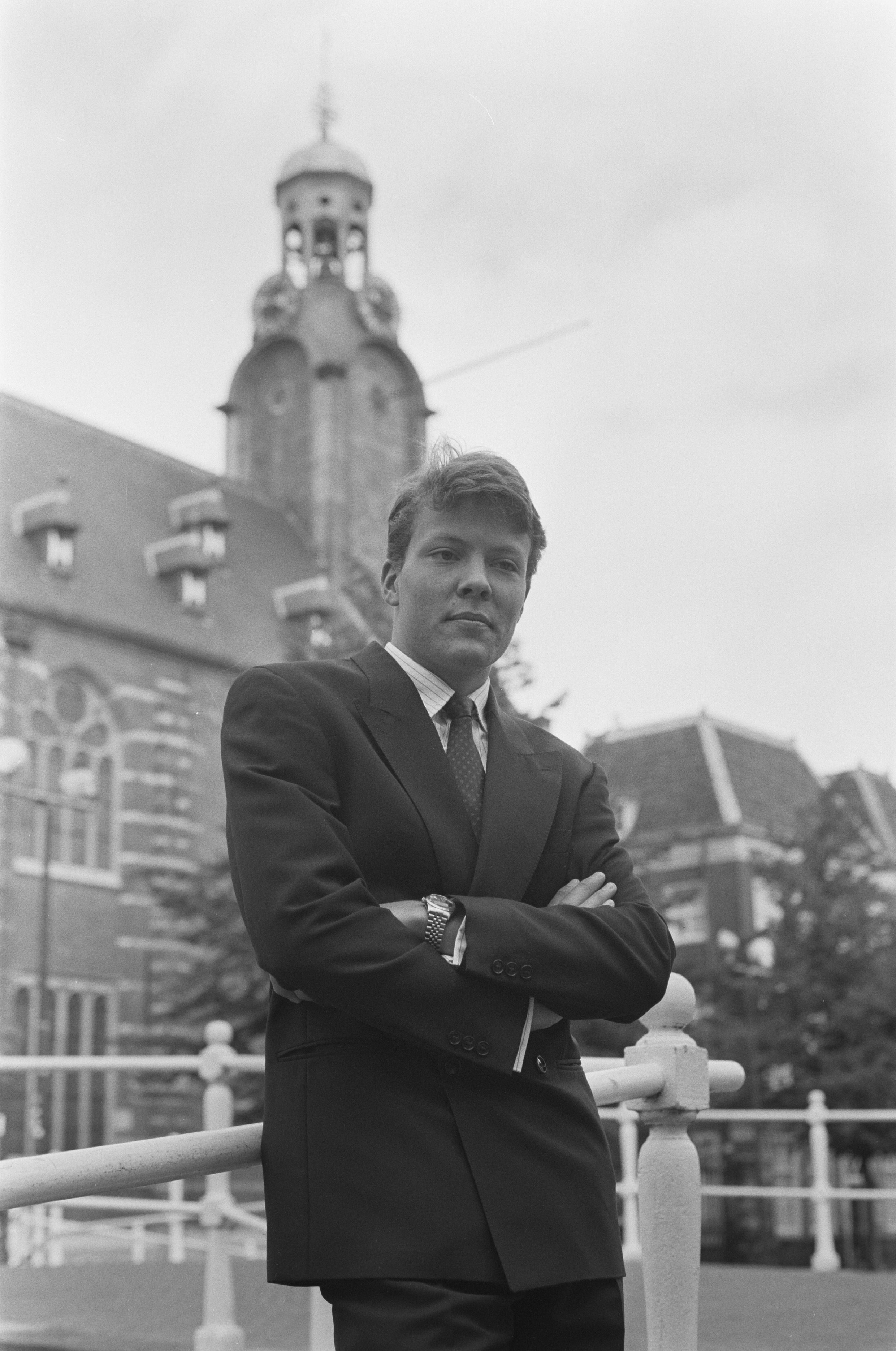
Le prince Constantijn.
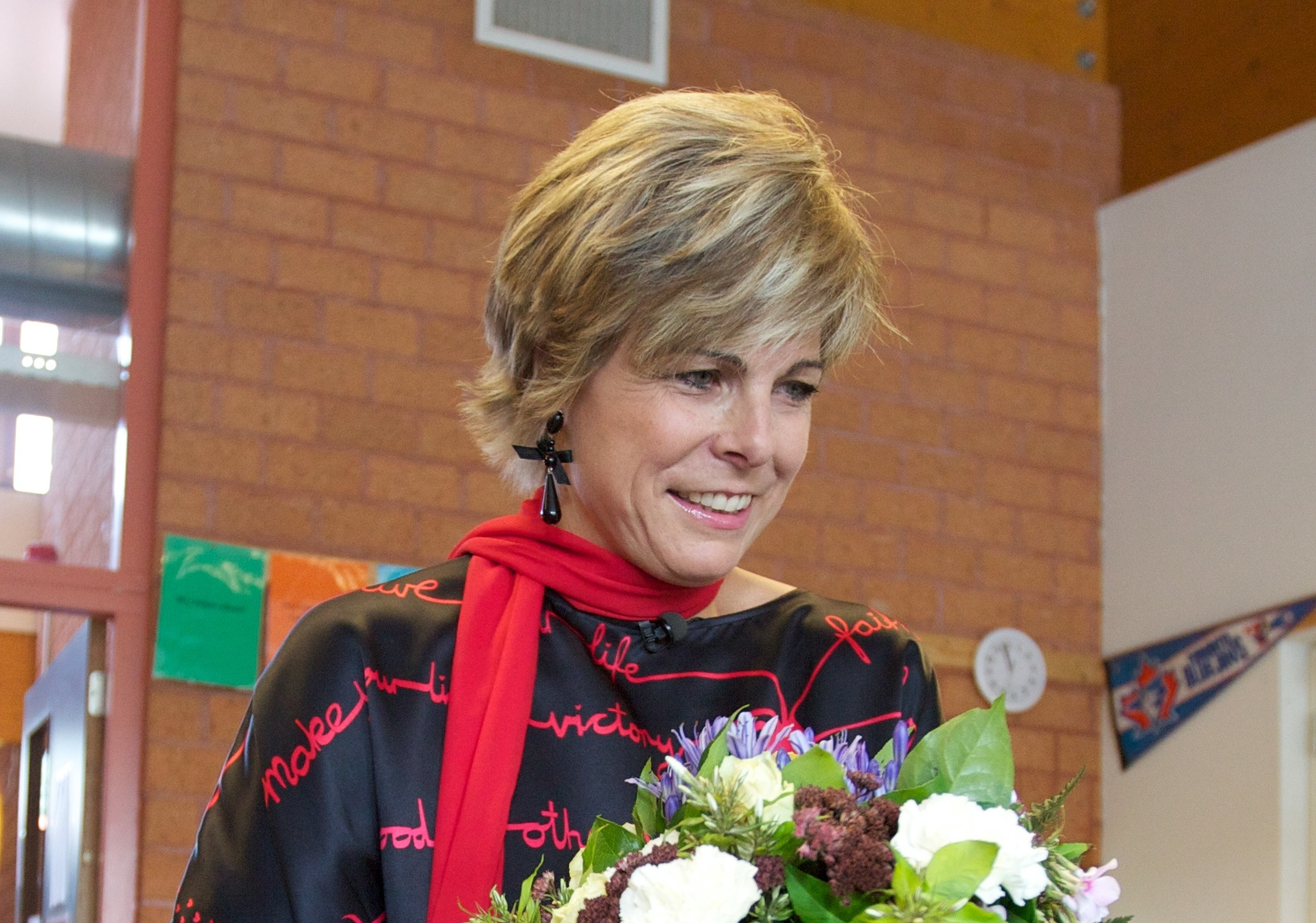
La princesse Laurentien.
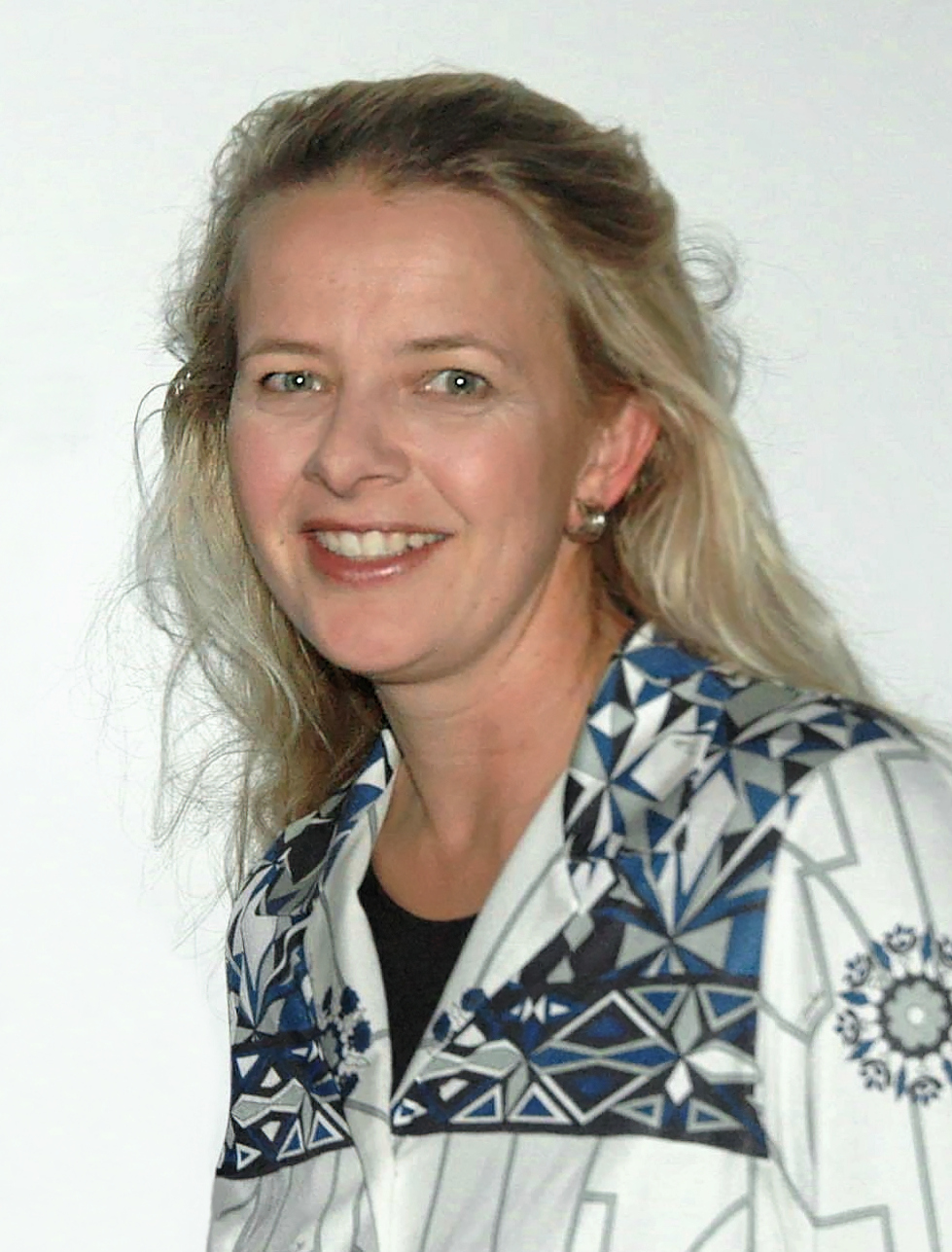
La princesse Mabel.
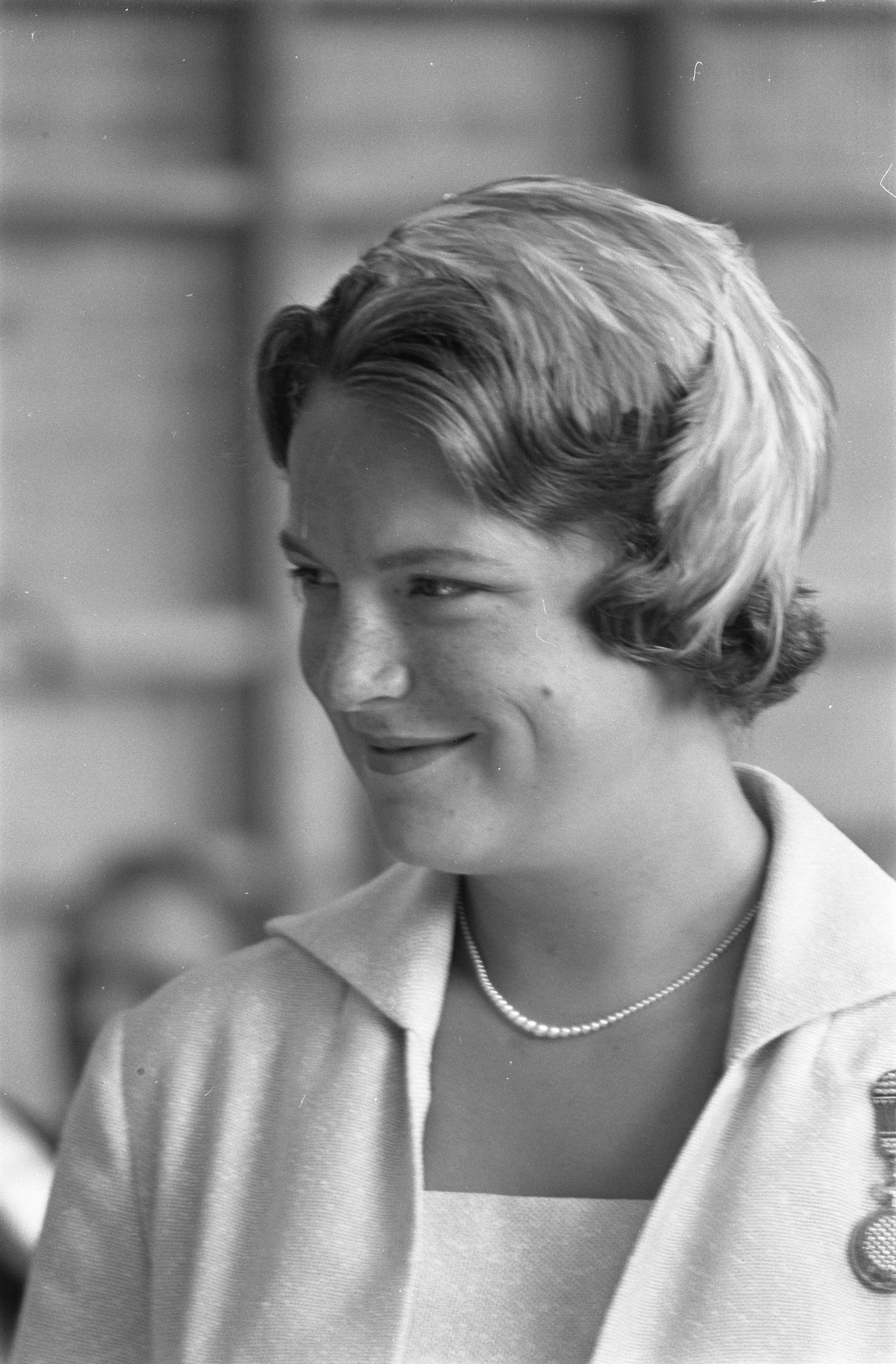
La princesse Irène.
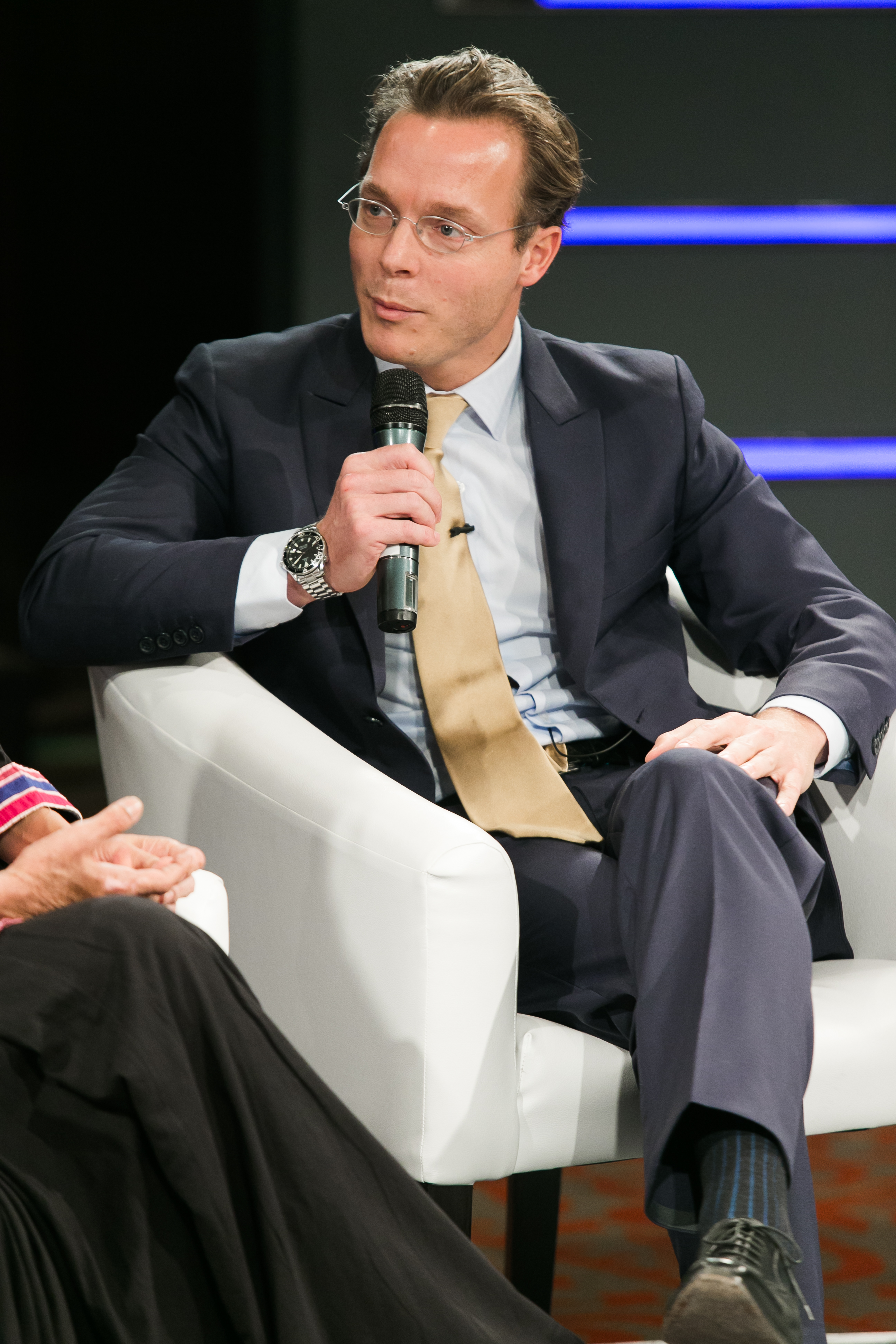
Le prince Jacques.
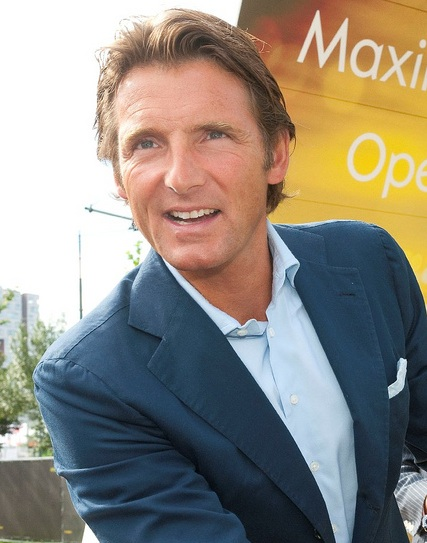
Le prince Maurits.

### Invités étrangers

#### Membres des maisons princières régnantes
| Nom                                                                                               | Pays                |
| ------------------------------------------------------------------------------------------------- | ------------------- |
| LL.AA.RR. le duc et la duchesse de Brabant                                                        | Belgique            |
| S.A.R. le prince héritier de Bahreïn                                                              | Bahreïn             |
| S.A.R. le prince héritier de Brunéi                                                               | Brunei              |
| LL.AA.RR. le prince héritier et la princesse héritière de Danemark                                | Danemark            |
| S.A. le cheikh Hamed                                                                              | Émirats arabes unis |
| LL.AA.RR. le prince et la princesse des Asturies                                                  | Espagne             |
| LL.AA.II. le prince héritier et la princesse héritière du Japon                                   | Japon               |
| LL.AA.RR. le prince Hassan et la princesse Sarvath                                                | Jordanie            |
| S.A.S. le prince héréditaire de Liechtenstein et S.A.R. la princesse héréditaire de Liechtenstein | Liechtenstein       |
| LL.AA.RR. le grand-duc héritier et la grande-duchesse héritière de Luxembourg                     | Luxembourg          |
| S.A.R. la princesse Lalla Salma                                                                   | Maroc               |
| S.A.S. le prince souverain de Monaco                                                              | Monaco              |
| LL.AA.RR. le prince héritier et la princesse héritière de Norvège                                 | Norvège             |
| S.A. sayyid Haitham bin Tareq al Saïd                                                             | Oman                |
| S.A. la cheikha Mozah                                                                             | Qatar               |
| LL.AA.RR. le prince de Galles et la duchesse de Cornouailles                                      | Royaume-Uni         |
| LL.AA.RR. le prince héritier de Thaïlande et la princesse maha Chakri Sirindhorn                  | Thaïlande           |

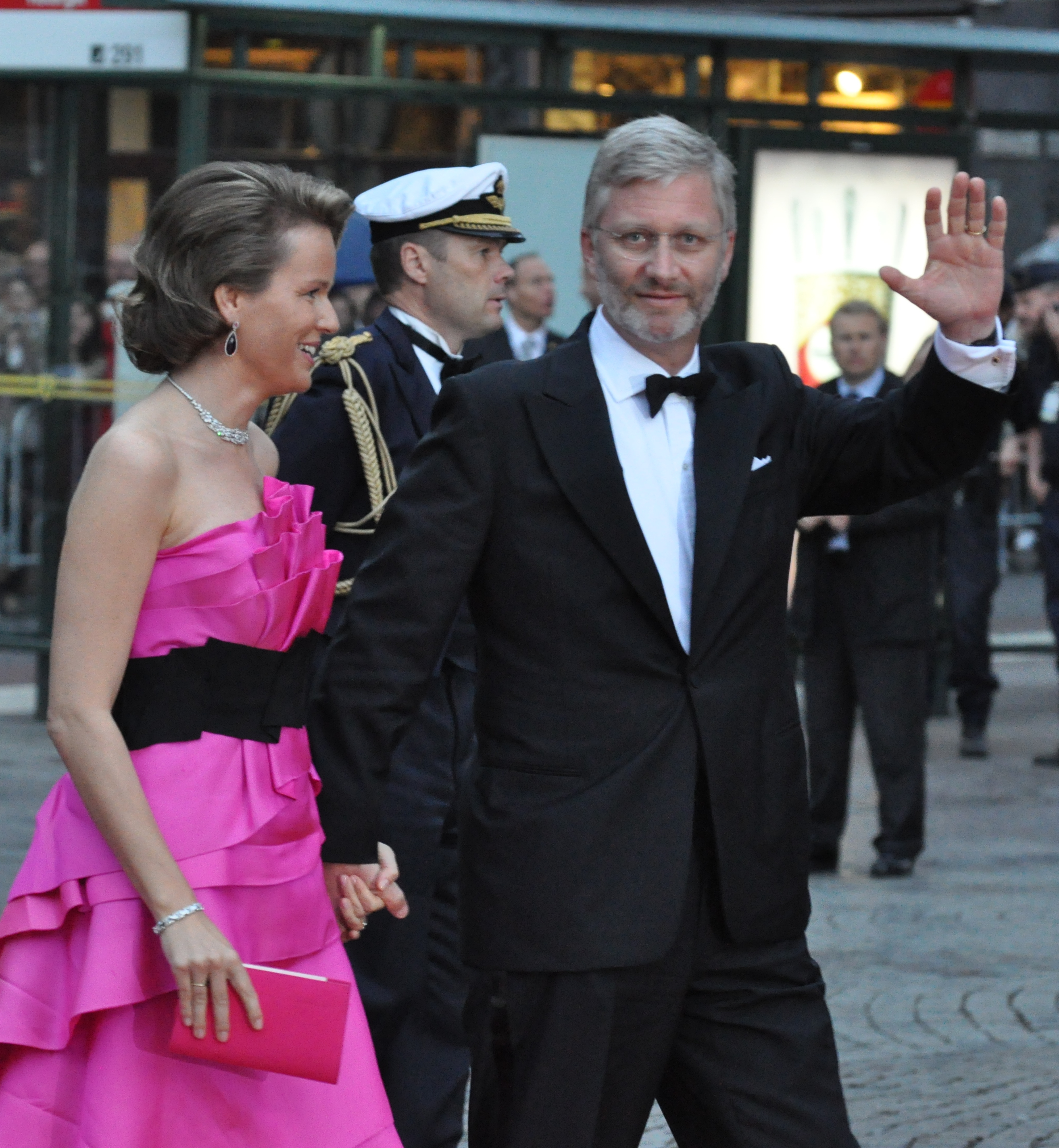
Mathilde et Philippe, duchesse et duc de Brabant.
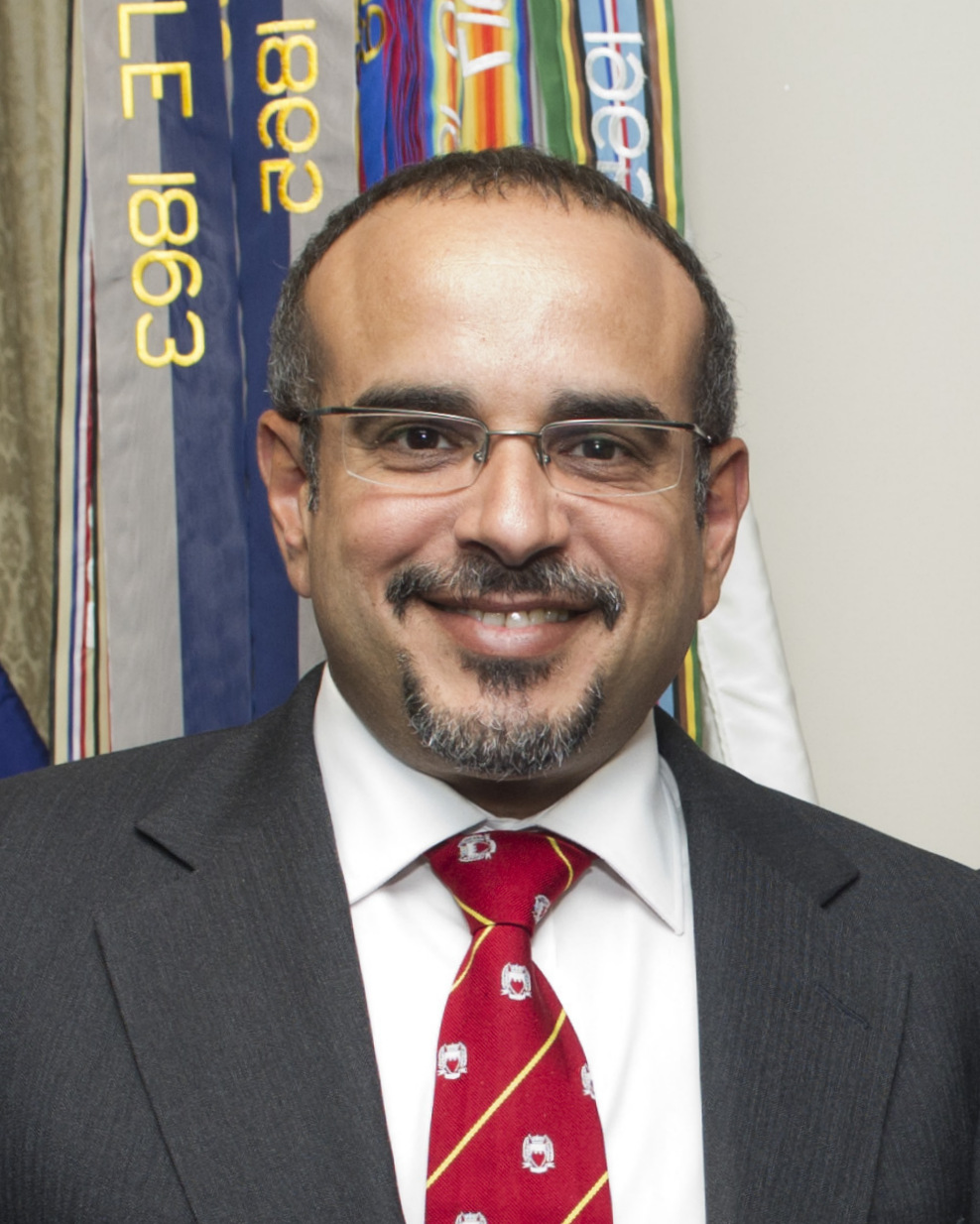
Salman bin Hamad bin Isa al-Khalifa, prince héritier de Bahreïn.
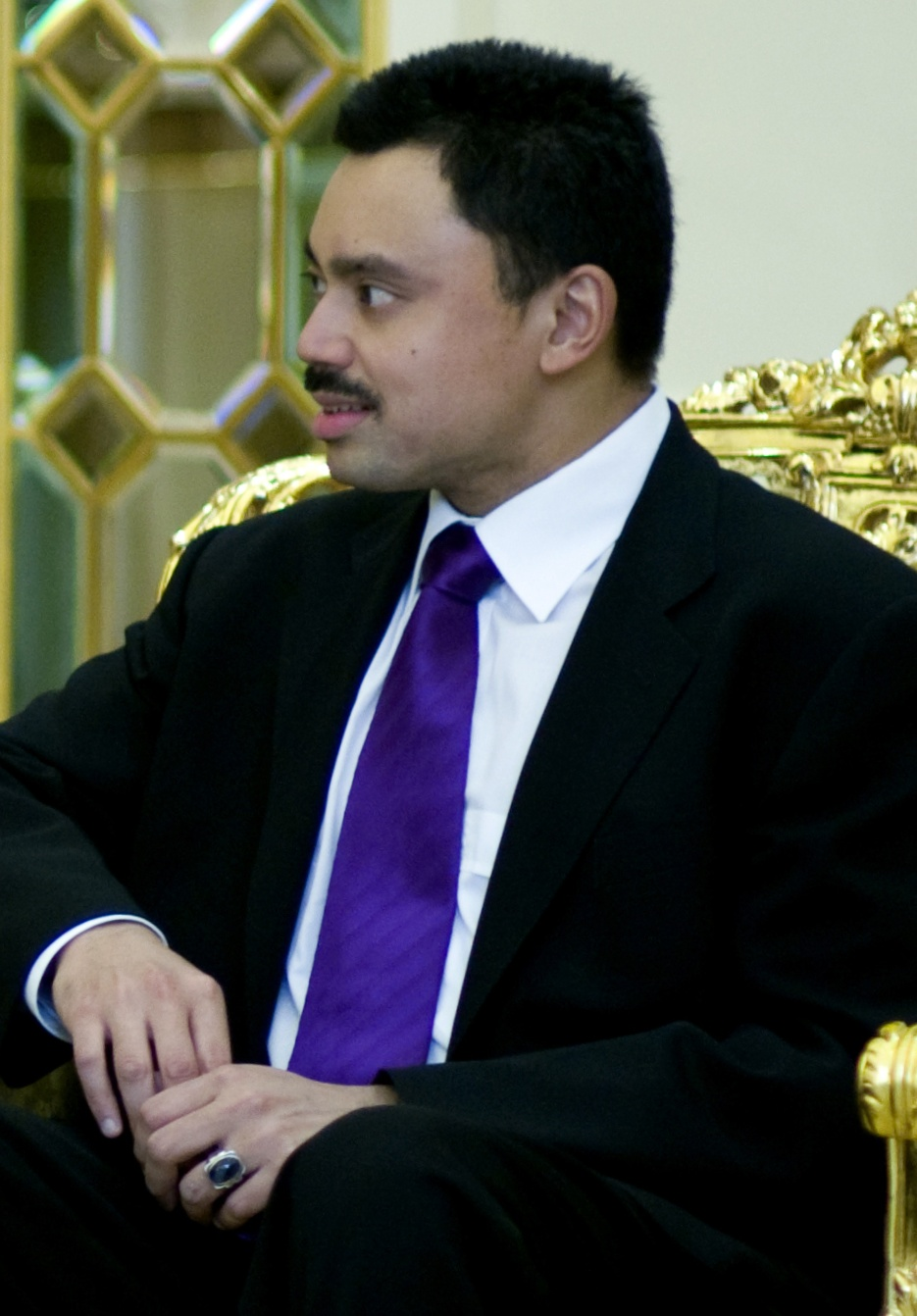
Al-Muhtadee Billah, prince héritier de Brunéi.
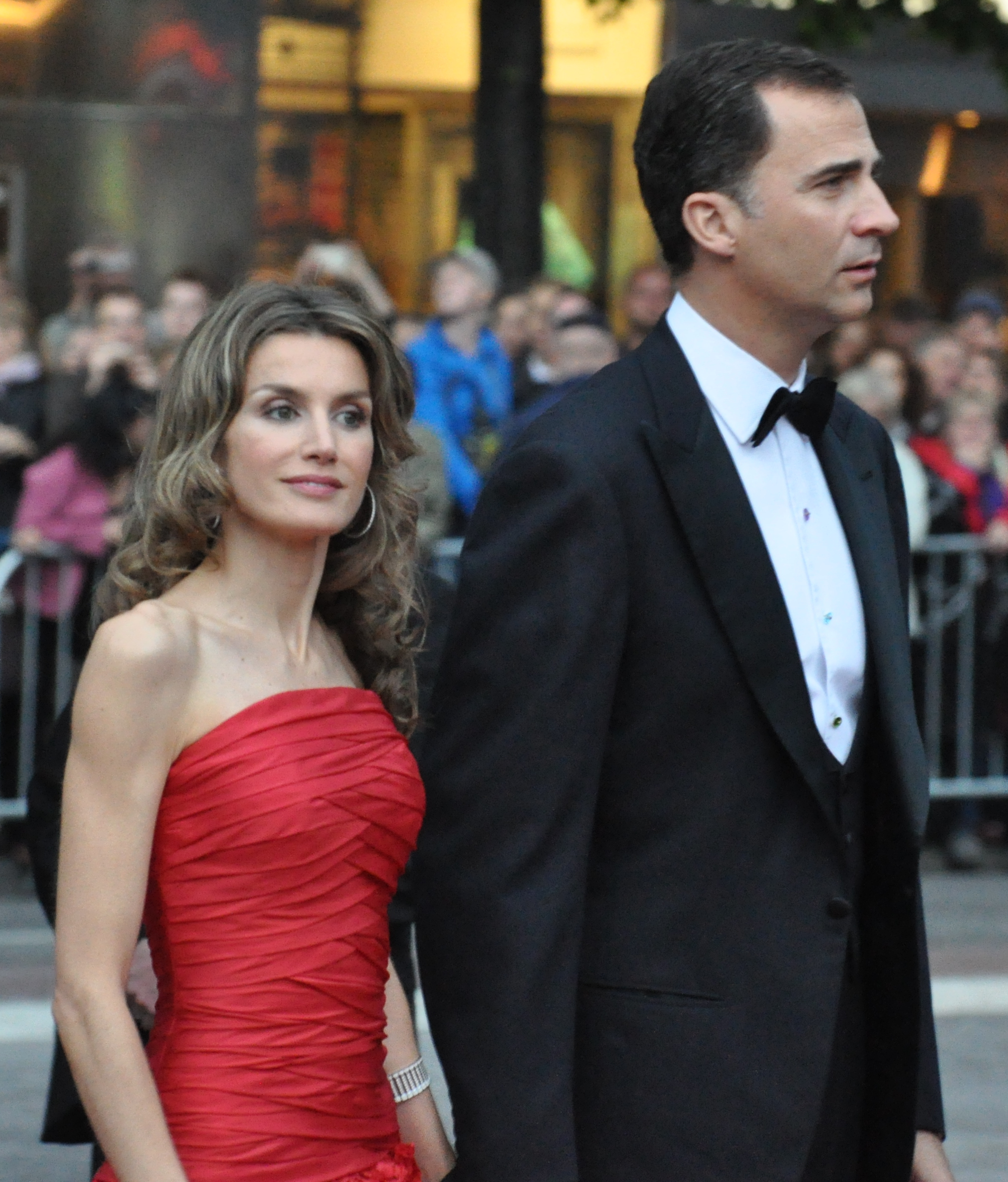
Letizia et Felipe, princesse et prince des Asturies.
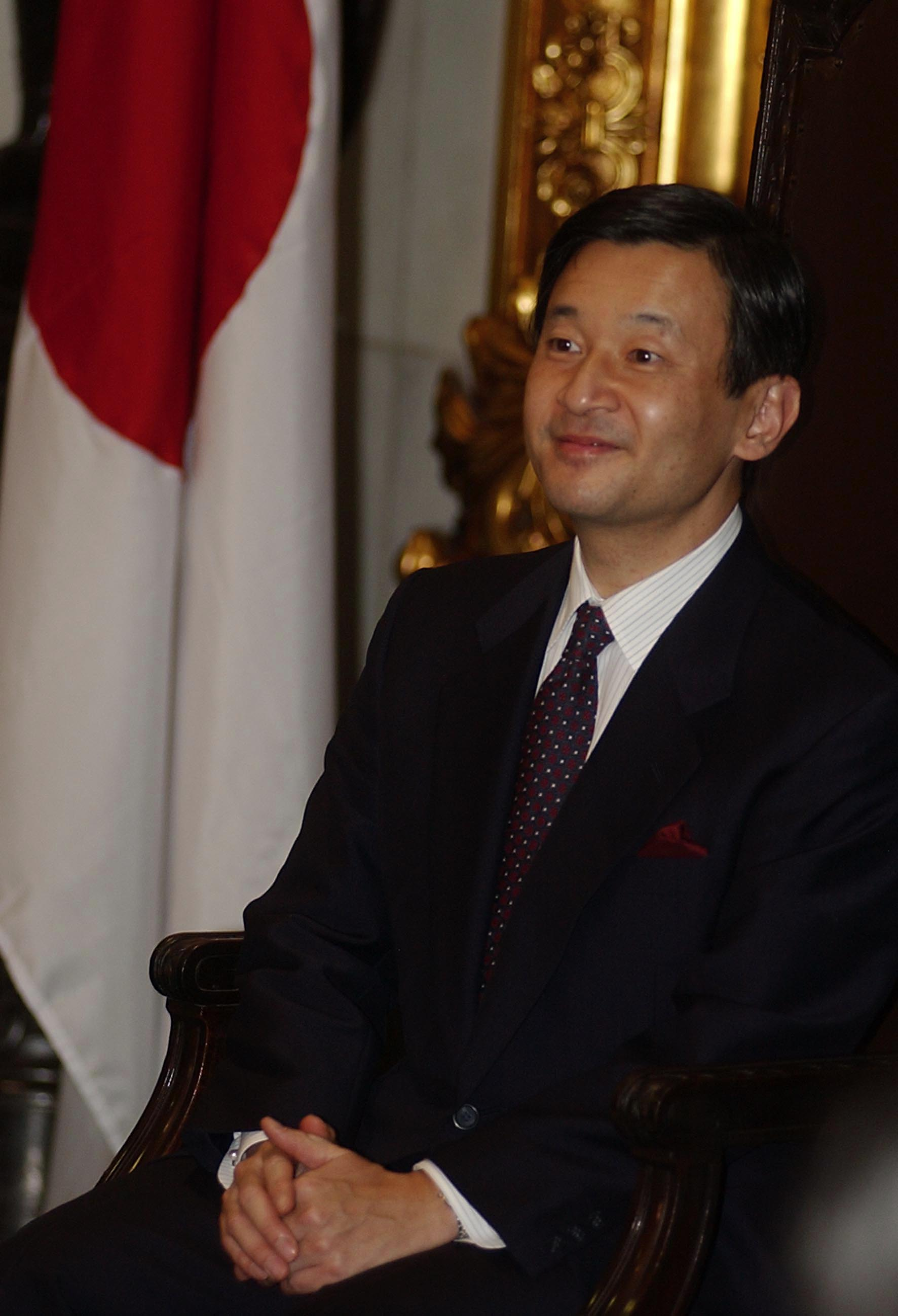
Naruhito, prince héritier du Japon.
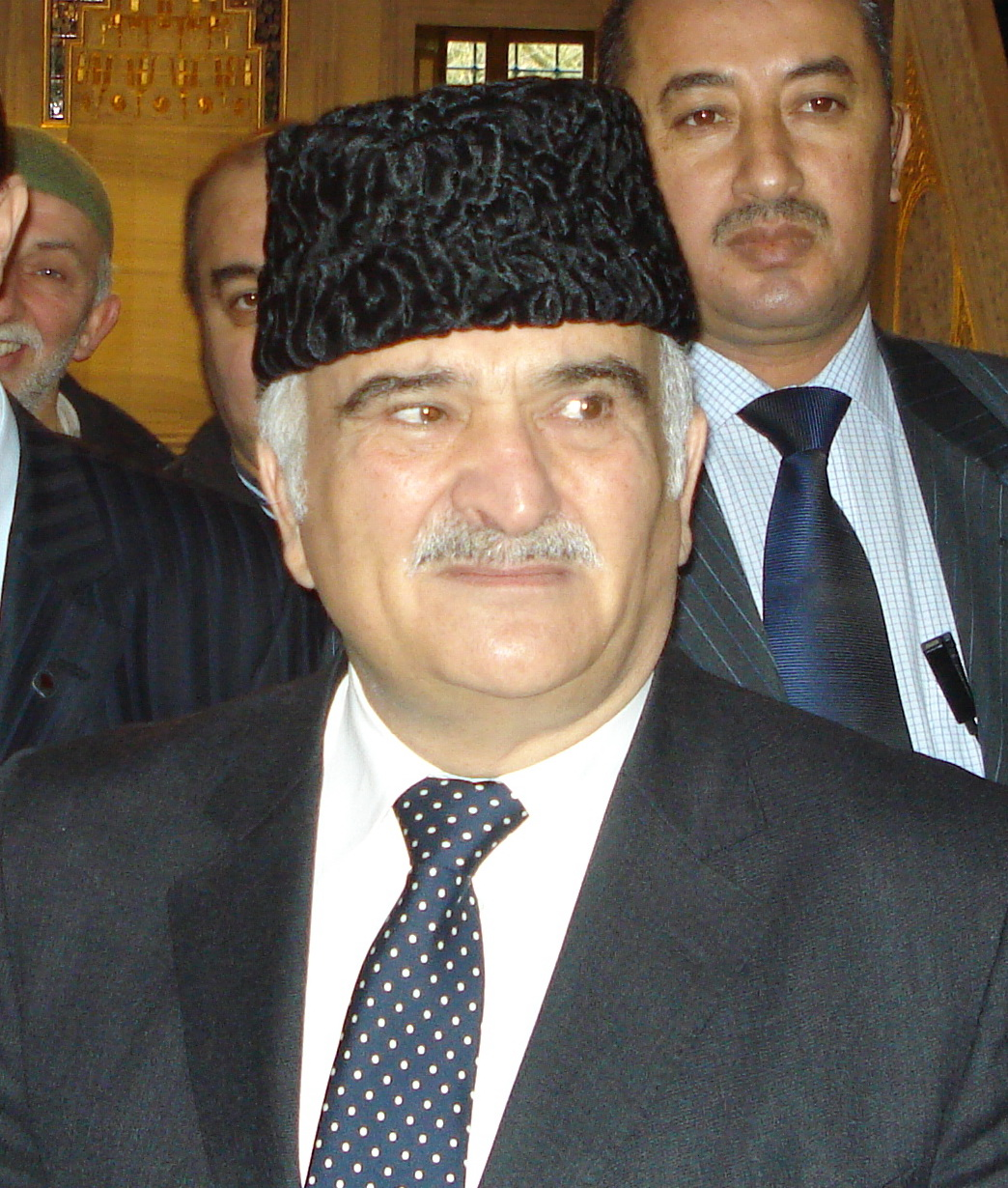
Hassan de Jordanie.
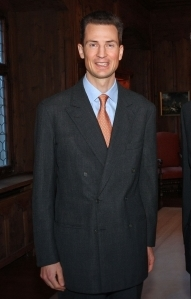
Aloïs, prince héritier de Liechtenstein.
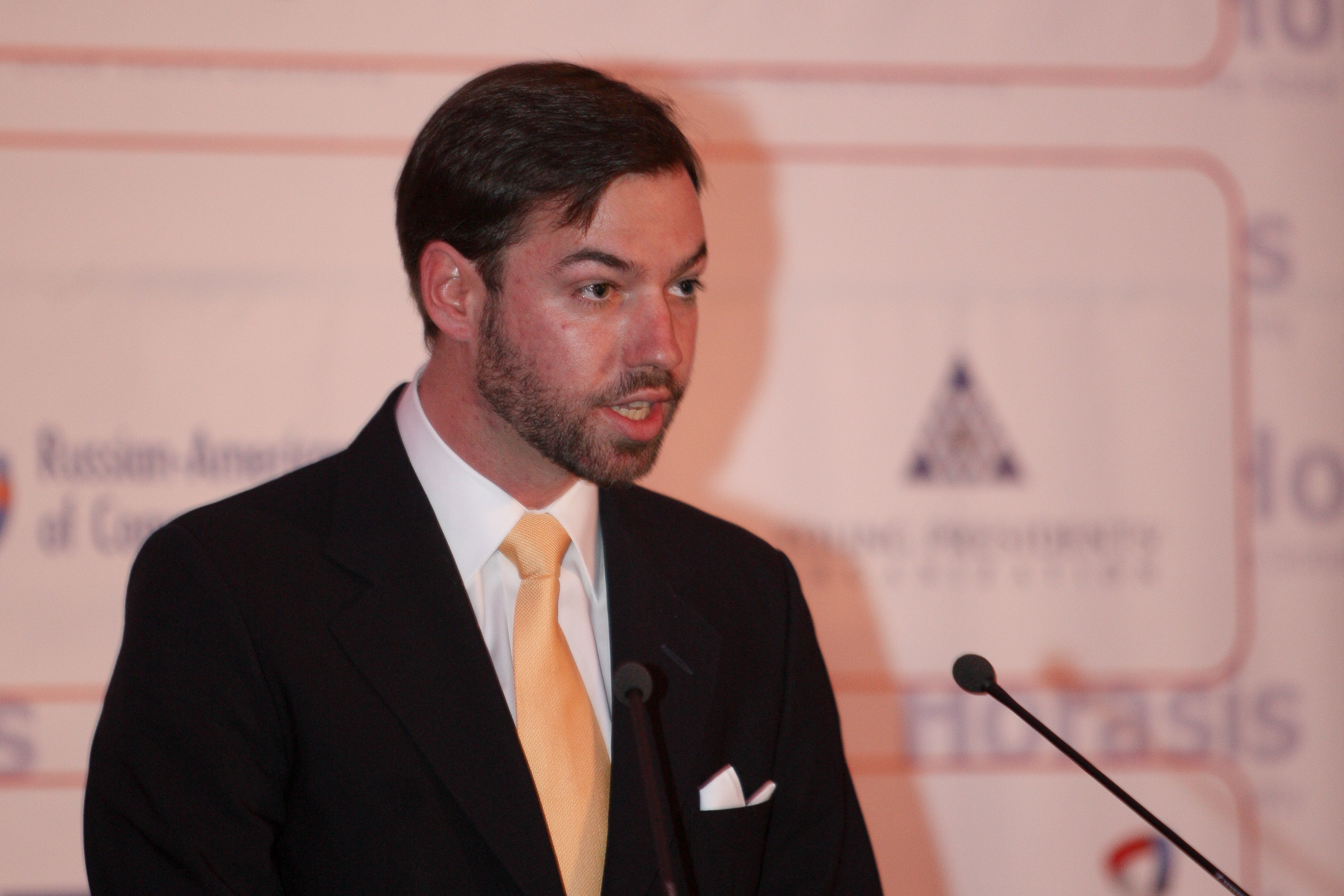
Guillaume, grand-duc héritier de Luxembourg.
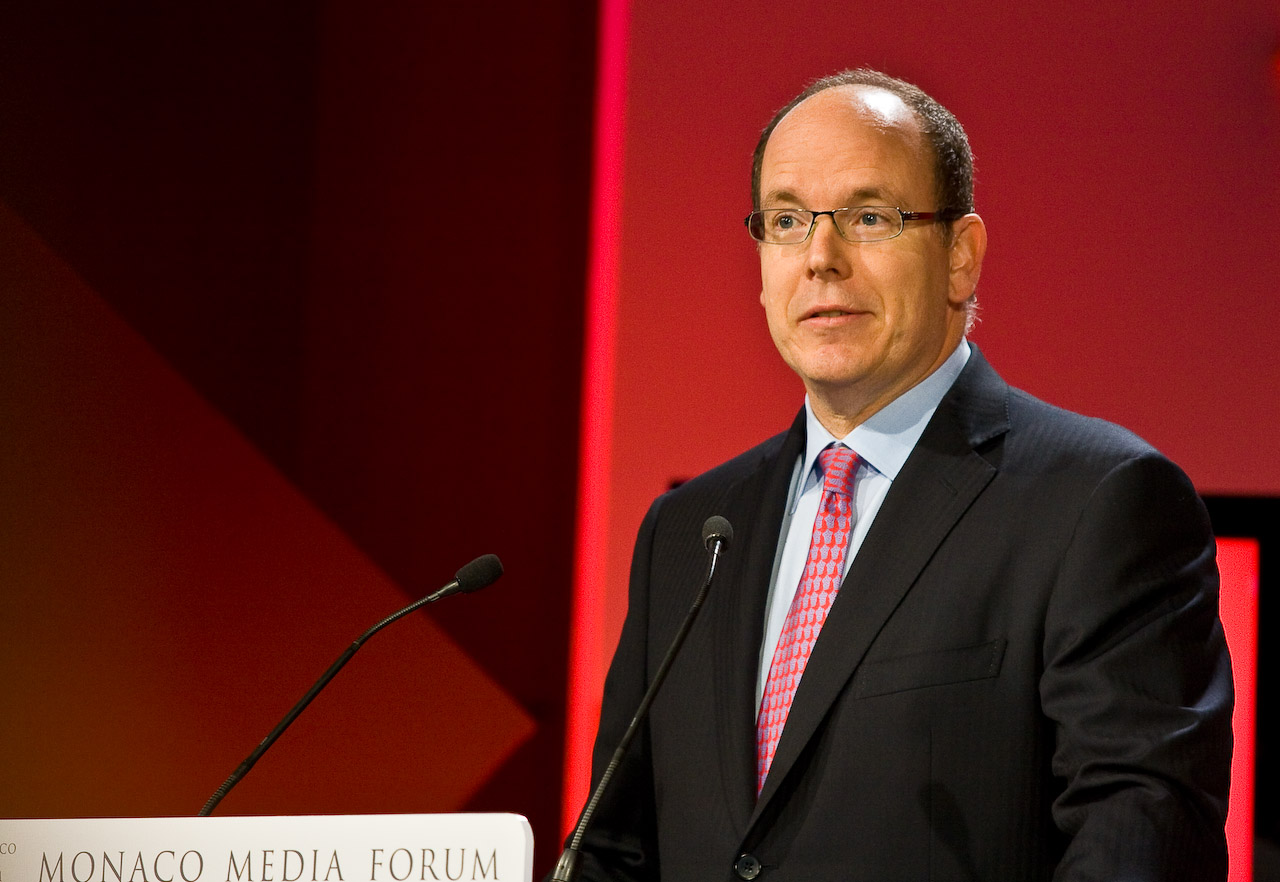
Albert II de Monaco.
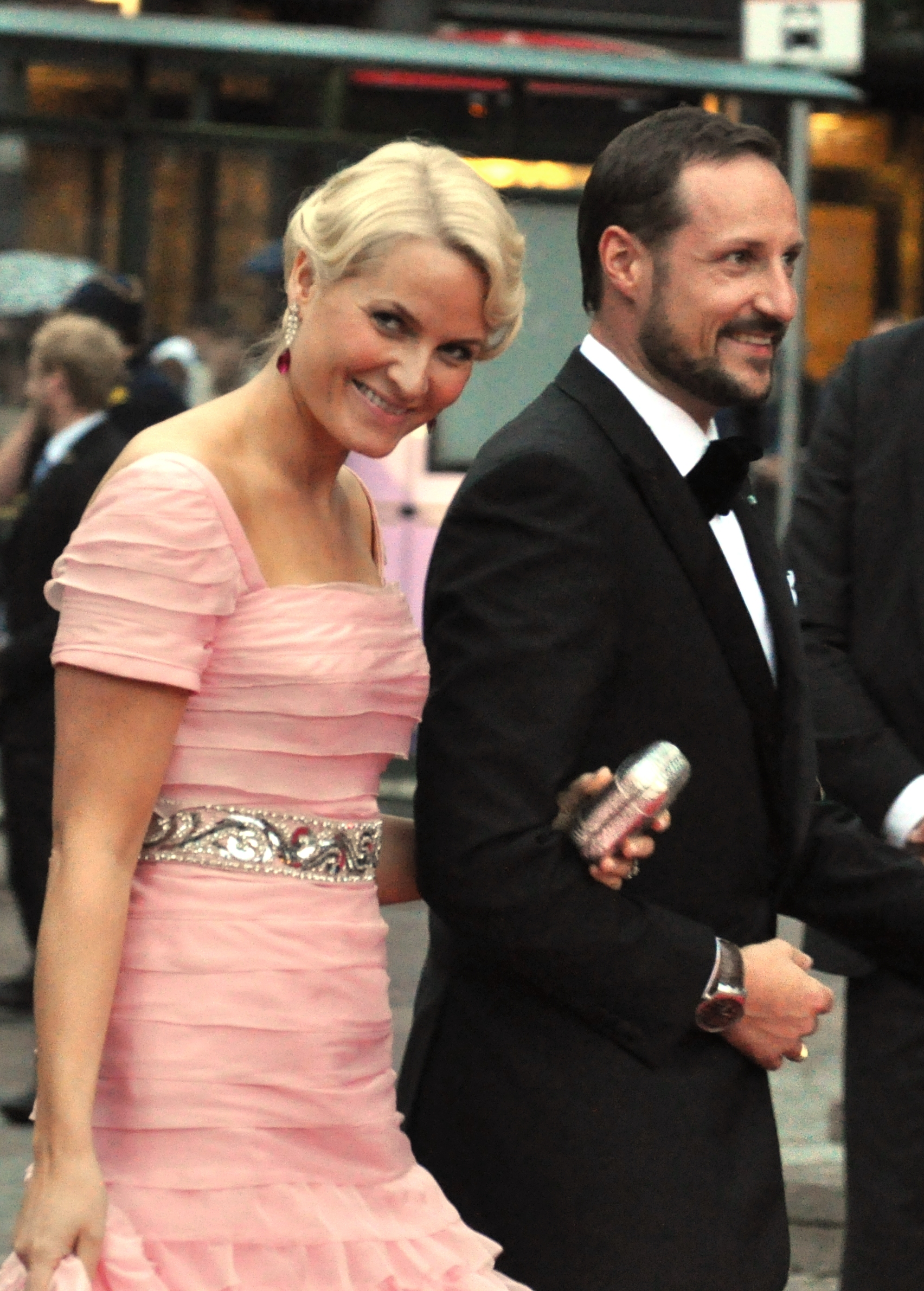
Haakon et Mette-Marit, princes héritiers de Norvège.
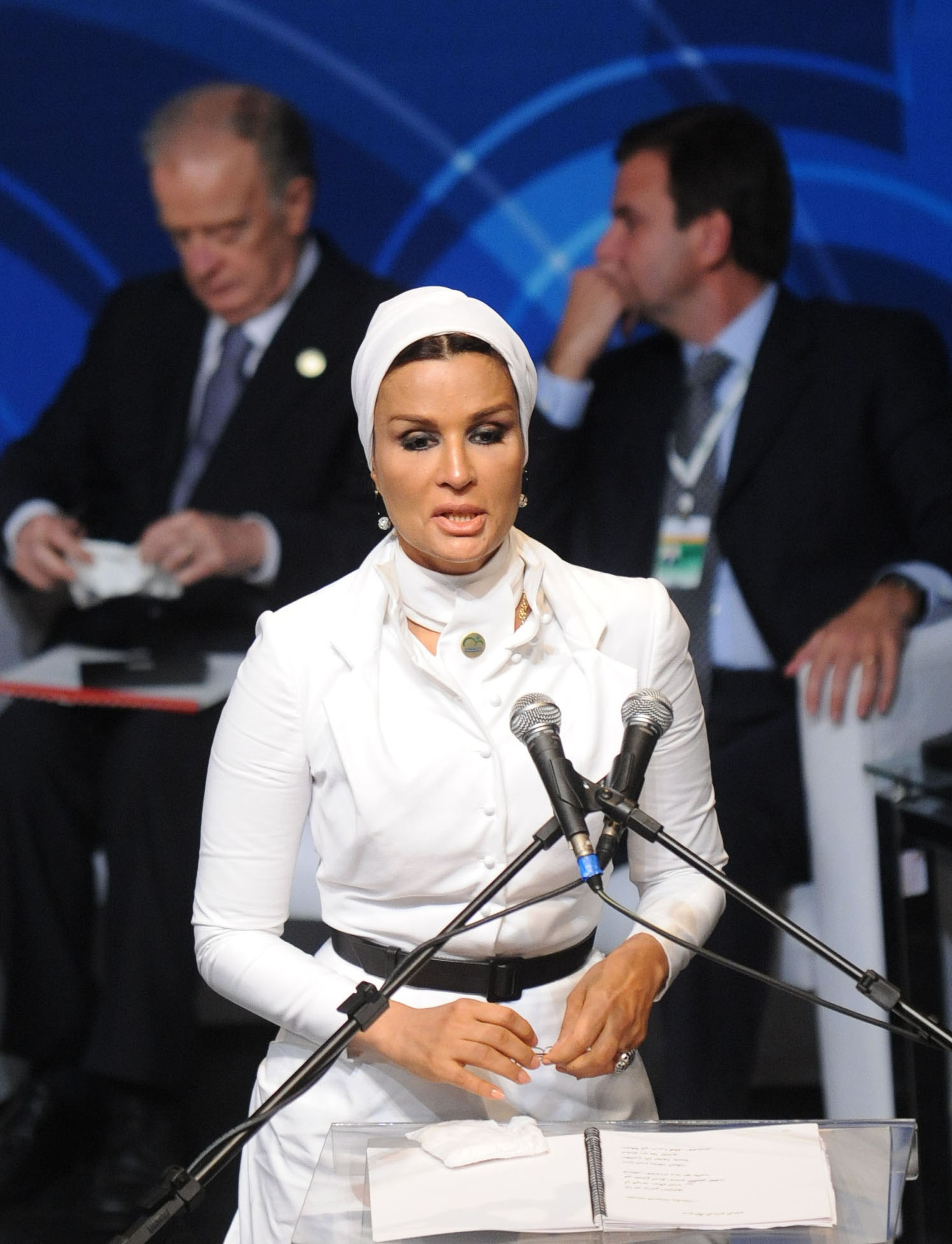
La cheikha Mozah.
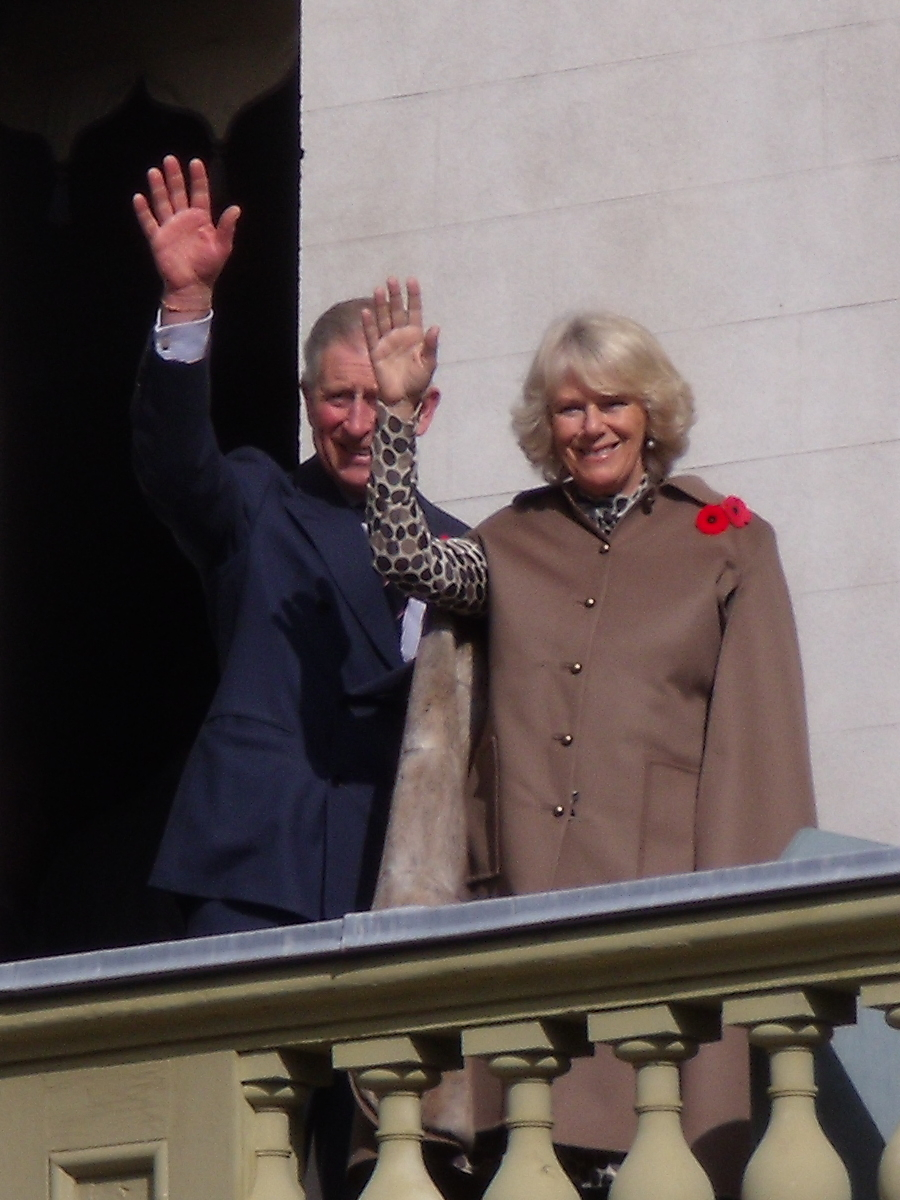
Charles, prince de Galles et Camilla, duchesse de Cornouailles.
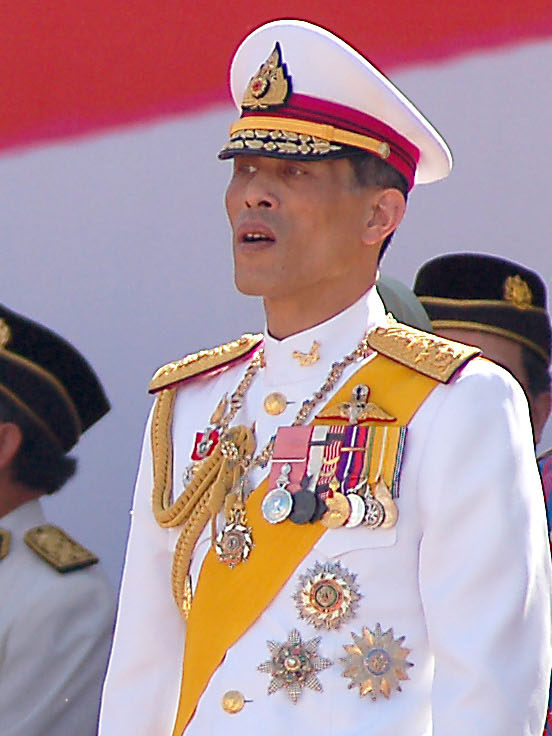
Vajiralongkorn, prince héritier de Thaïlande.

#### Autres invités étrangers
| Nom                                                                                  | Pays                           |
| ------------------------------------------------------------------------------------ | ------------------------------ |
| Rita Süssmuth (ancienne présidente du Bundestag d’Allemagne) et son époux            | Allemagne                      |
| Amado Boudou (vice-président de la Nation argentine)                                 | Argentine                      |
| Beatriz Rojkés de Alperovich (présidente provisoire du Sénat argentin)               | Argentine                      |
| David Johnston (gouverneur général du Canada) et son épouse                          | Canada                         |
| Suh Sang-kee (député du Gukhoe, à la tête du comité du renseignement de l’assemblée) | Corée du Sud                   |
| Ali Babacan (vice-premier ministre de Turquie) et son épouse                         | Turquie                        |
| José Manuel Barroso (président de la Commission européenne) et son épouse            | Union européenne               |
| Martin Schulz (président du Parlement européen)                                      | Union européenne               |
| Herman Van Rompuy (président du Conseil européen) et son épouse                      | Union européenne               |
| Jacques Rogge (président du Comité international olympique) et son épouse            | Comité international olympique |
| Helen Clark (présidente du programme des Nations unies pour le développement)        | Nations unies                  |
| Kofi Annan (ancien secrétaire général des Nations unies) et son épouse               | Pas de pays représenté         |

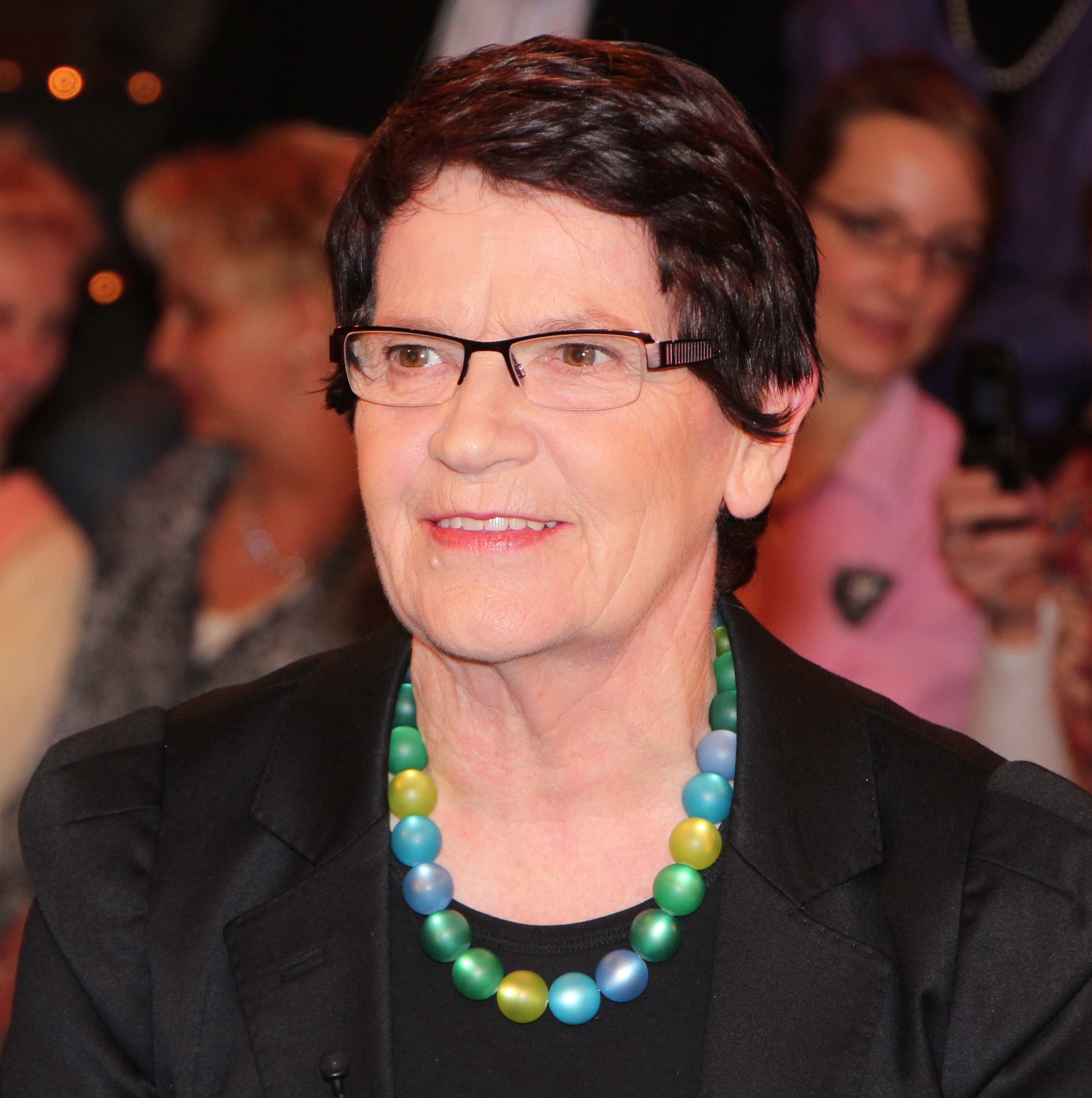
Rita Süssmuth.
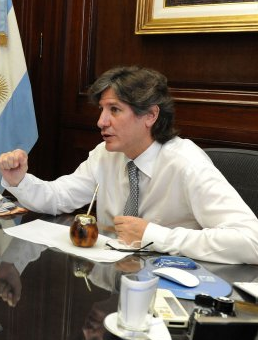
Amado Boudou.
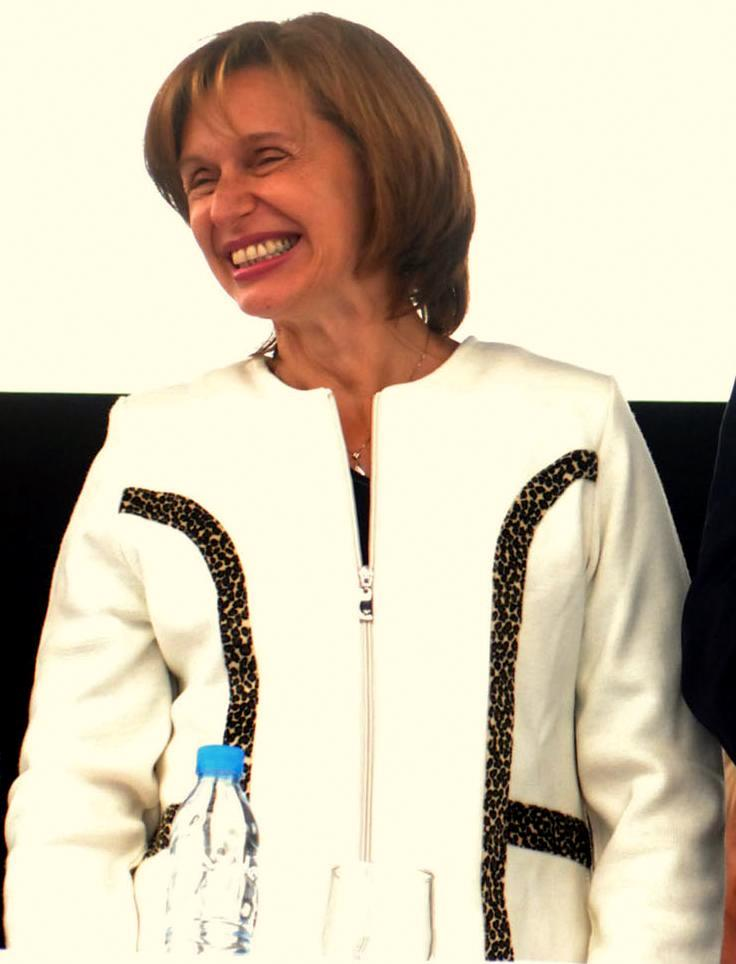
Beatriz Rojkés de Alperovich.
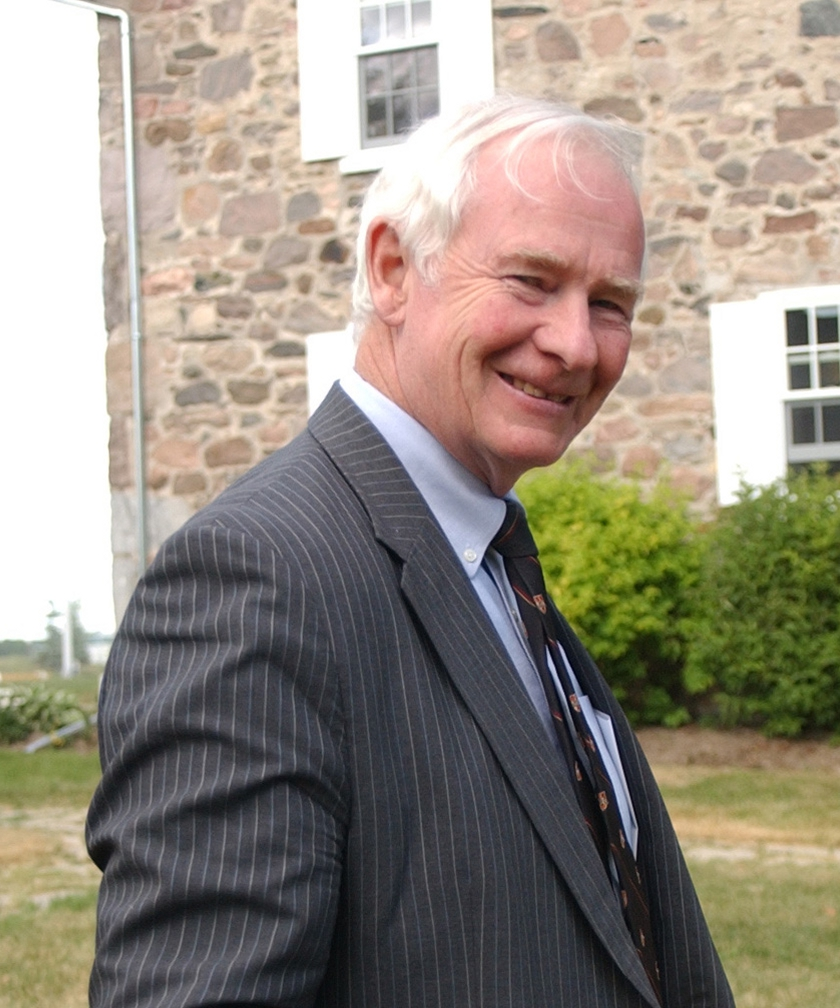
David Johnston.
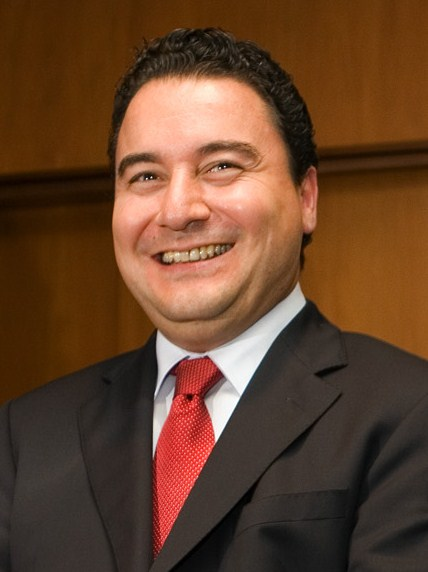
Ali Babacan.
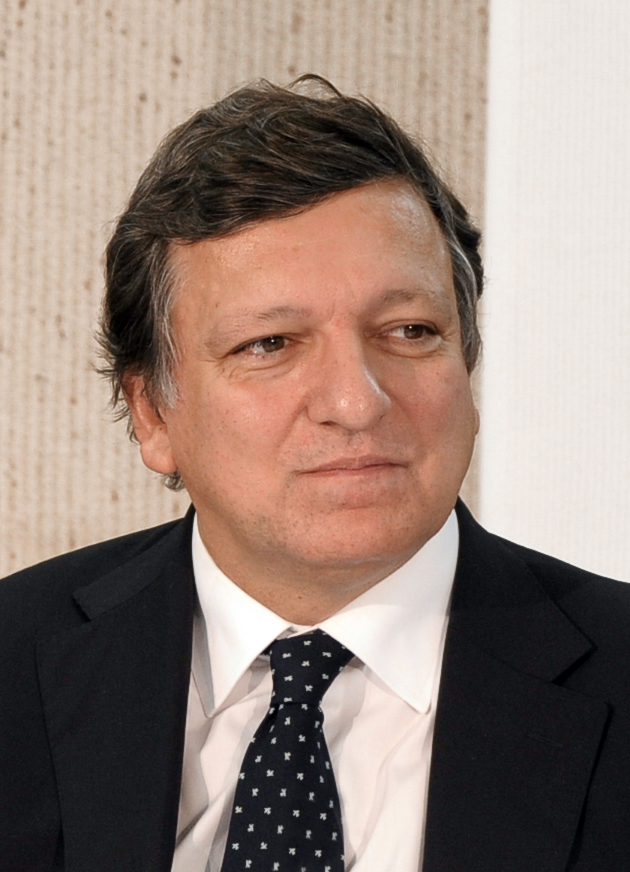
José Manuel Barroso.
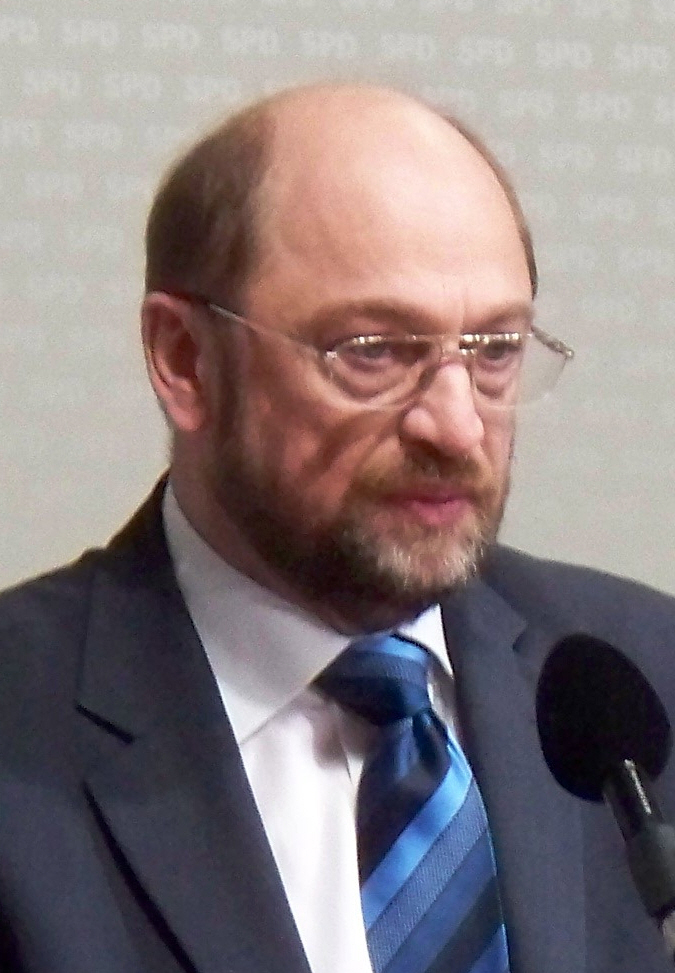
Martin Schulz.
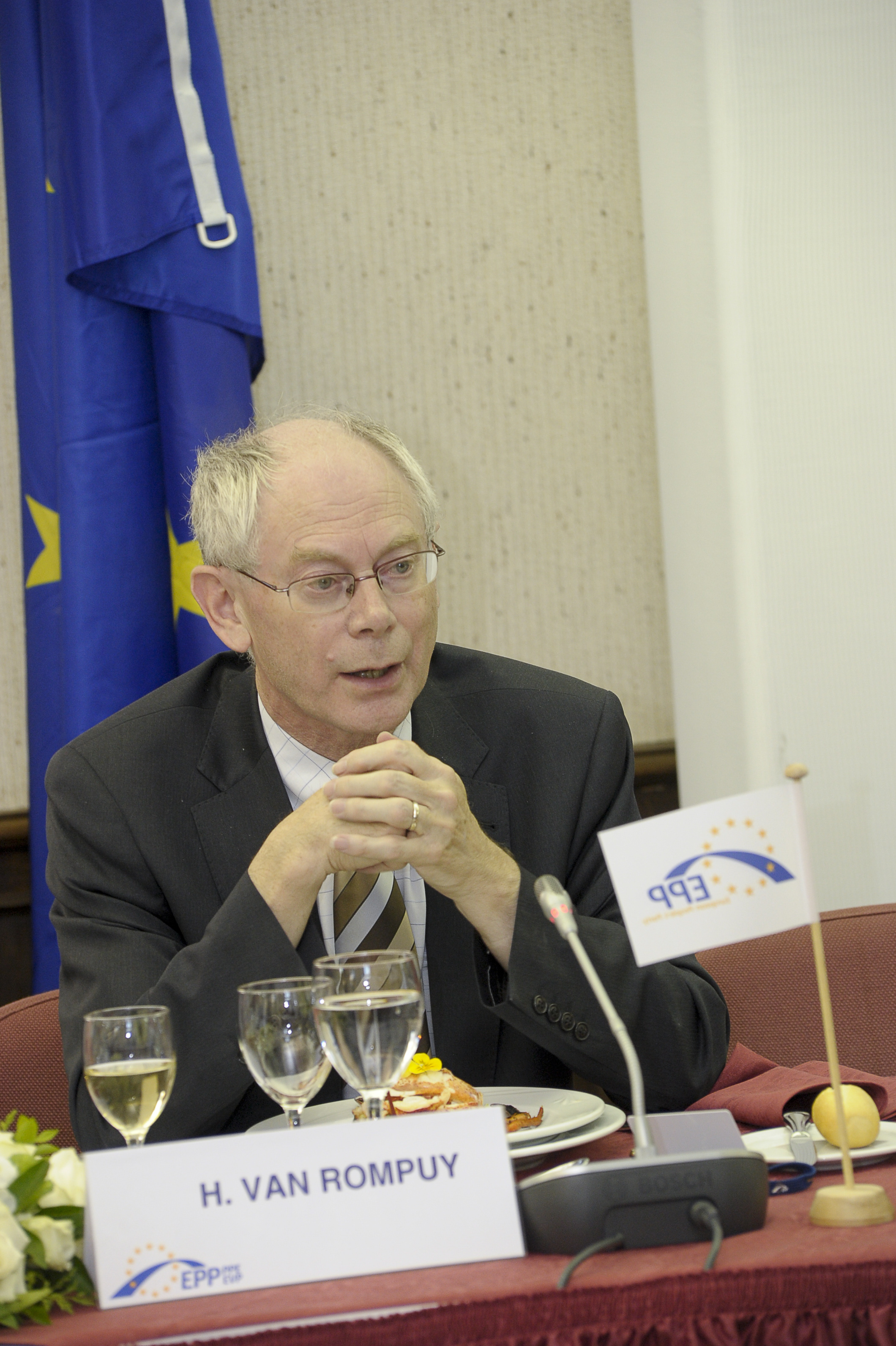
Herman Van Rompuy.
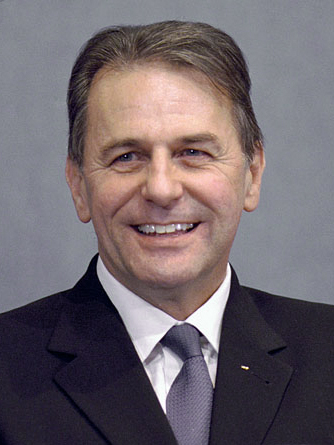
Jacques Rogge.
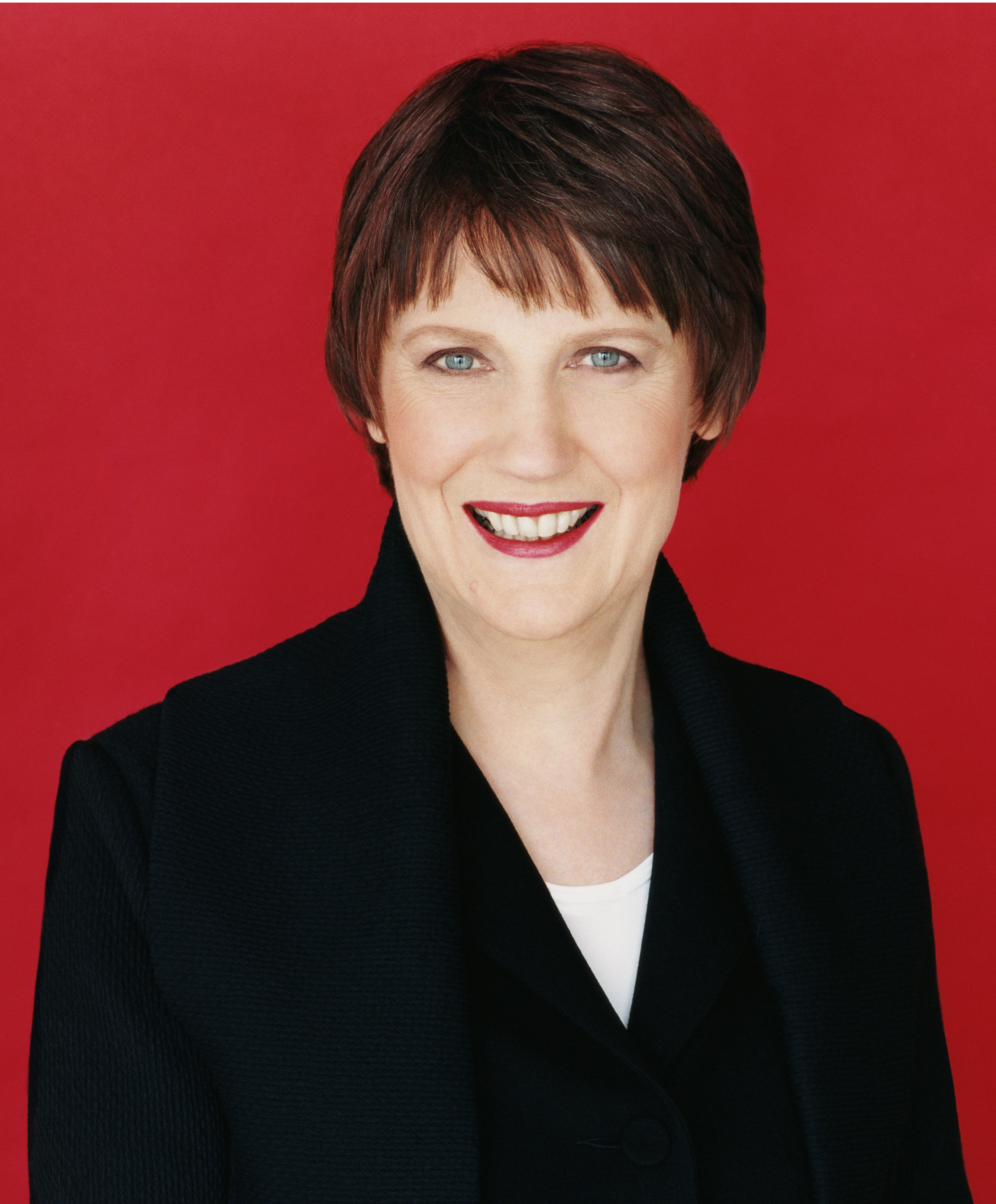
Helen Clark.
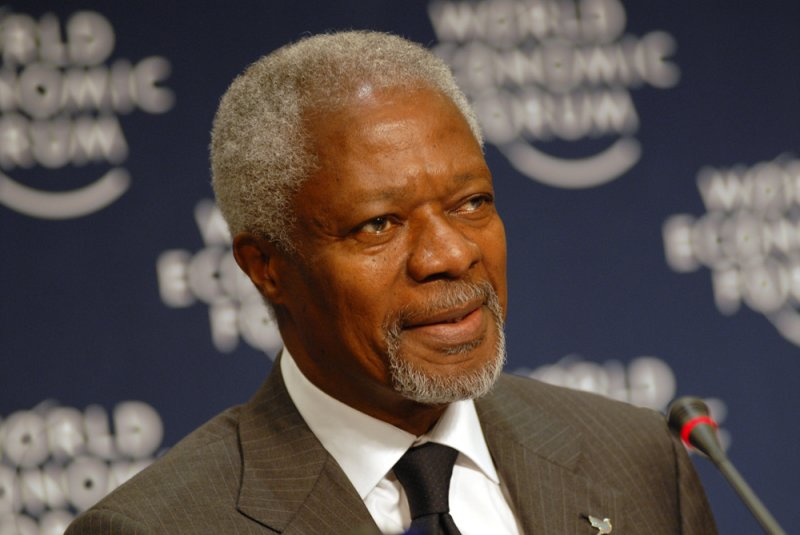
Kofi Annan.

## Hommages

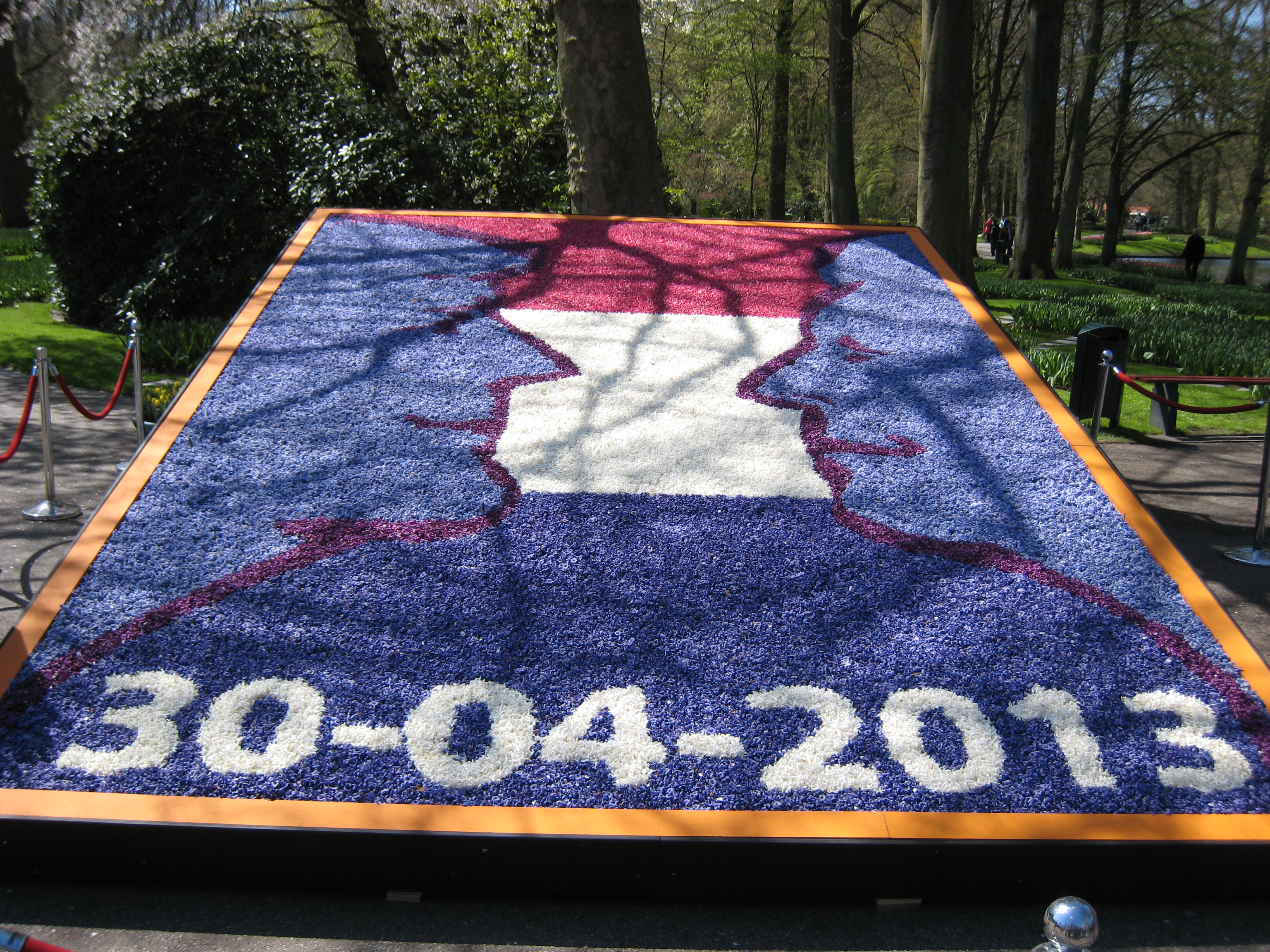
L'hommage du Keukenhof.

La marque Playmobil a mis en vente aux Pays-Bas une série limitée en 40 000 exemplaires du nouveau couple royal.
Alors que les nouvelles pièces en euro nationales à l’effigie du nouveau roi devrait être mise en circulation à partir de 2014, des pièces commémoratives de 2 euros représentant Willem-Alexander et Beatrix ont été émises à 20 000 000 d’exemplaires à partir du 12 février 2013,,.
Le Keukenhof réalise un grand tableau floral éphémère pour l'investiture de Willem-Alexander.

### Source
- (nl) Cet article est partiellement ou en totalité issu de l’article de Wikipédia en néerlandais intitulé « Troonswisseling in Nederland (2013) » (voir la liste des auteurs).